# Liste der Biografien/Richt
Liste der Biografien |
Portal Biografien |
Personensuche
# |
A |
B |
C |
D |
E |
F |
G |
H |
I |
J |
K |
L |
M |
N |
O |
P |
Q |
R |
S |
T |
U |
V |
W |
X |
Y |
Z |
?
 
Ra |
Rb |
Rd |
Re |
Rh |
Ri |
Rj |
Rk |
Rl |
Rm |
Rn |
Ro |
Rr |
Rs |
Rt |
Ru |
Rv |
Rw |
Rx |
Ry |
Rz
 
Ria |
Rib |
Ric |
Rid |
Rie |
Rif |
Rig |
Rih |
Rii |
Rij |
Rik |
Ril |
Rim |
Rin |
Rio |
Rip |
Riq |
Rir |
Ris |
Rit |
Riu |
Riv |
Riw |
Rix |
Riy |
Riz
 
Rica |
Ricb |
Ricc |
Rice |
Rich |
Rici |
Rick |
Ricl |
Rico |
Ricq |
Rics |
Rict |
Ricu |
Ricz
 
Richa |
Richb |
Richd |
Riche |
Richg |
Richi |
Richl |
Richm |
Richn |
Richo |
Richr |
Richs |
Richt |
Richu |
Richw |
Richz
Die Liste der Biografien führt alle Personen auf, die in der deutschsprachigen Wikipedia einen Artikel haben. Dieses ist eine Teilliste mit 867 Einträgen von Personen, deren Namen mit den Buchstaben „Richt“ beginnt.

## Richt
- Richt, Claus (* 1947), Schauspieler
- Richt, Willi (* 1912), deutscher Fußballspieler

### Richta
- Richta, Radovan (1924–1983), marxistisch orientierter tschechoslowakischer Soziologe und Philosoph
- Richtarsky, Hermann (1857–1944), deutscher Landwirt und Politiker (Zentrum), MdL

### Richte

#### Richter

##### Richter D
- Richter de Rangenier, Peter (1930–2021), österreichischer Komponist, Dirigent und Hochschullehrer
- Richter de Vroe, Nicolaus (* 1955), deutscher Komponist und Violinist

##### Richter F
- Richter Fernandez-Prada, Federico (1922–2011), peruanischer Geistlicher, Erzbischof von Ayacucho o Huamanga

##### Richter H
- Richter Herf, Franz (1920–1989), österreichischer Komponist

##### Richter P
- Richter Prada, Pedro (1921–2017), peruanischer Politiker und Militärperson

##### Richter, A – Richter, Y

###### Richter, A
- Richter, Achim (* 1940), deutscher Kernphysiker
- Richter, Adolf (1839–1914), deutscher Chemiker und Industrieller, Pazifist
- Richter, Adolf (1846–1910), deutscher Unternehmer, Produzent der Anker-Steinbaukästen
- Richter, Adolf (1881–1928), deutscher Politiker (DNVP), MdR
- Richter, Adolf (1900–1973), deutscher Politiker (SPD), MdL
- Richter, Adolph (1803–1864), deutscher Beamter und Politiker
- Richter, Adolph (1812–1852), deutscher Genre- und Porträtmaler der Düsseldorfer Schule
- Richter, Adolph Leopold (1798–1876), preußischer Militärarzt und wissenschaftlicher Schriftsteller
- Richter, Adolph von (1839–1903), deutscher Verwaltungsbeamter
- Richter, Agnes (1844–1918), deutsche Näherin und Künstlerin
- Richter, Albert (1816–1883), deutscher Politiker
- Richter, Albert (1838–1897), deutscher Lehrer und pädagogischer Schriftsteller
- Richter, Albert (1843–1897), österreichischer Jurist und liberaler Politiker, Landtagsabgeordneter
- Richter, Albert (1845–1898), deutscher Maler und Grafiker
- Richter, Albert (1909–2007), deutscher Forstwissenschaftler
- Richter, Albert (1912–1940), deutscher RadrennfahrerAlbert Richter (1912–1940)

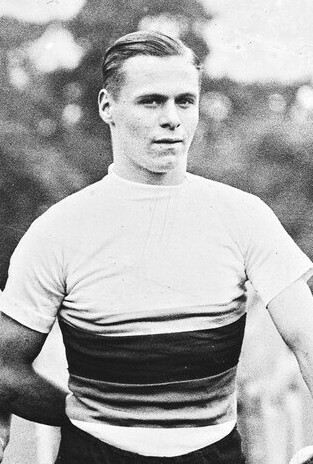
Albert Richter (1912–1940)

- Richter, Albrecht (1623–1674), deutscher Maler
- Richter, Alexander von (1802–1864), livländischer Landespolitiker
- Richter, Alfred (1846–1919), deutscher Pianist, Komponist, Dirigent und Musikschriftsteller
- Richter, Alfred (1890–1959), deutscher Schriftsteller
- Richter, Alfred (1895–1959), deutscher Politiker (NSDAP)
- Richter, Alfred (1895–1981), deutscher Politiker (NSDAP, DP), MdL, MdHB, Hamburger Senator
- Richter, Alfred (1900–1980), deutscher Gebrauchsgrafiker und Maler
- Richter, Alfred (1911–1971), deutscher Ingenieur und Hochschullehrer
- Richter, Alma (1879–1969), deutsche liberale Politikerin (DVP, LDPD, FDP)
- Richter, Ämilius Ludwig (1808–1864), deutscher Kirchenrechtler
- Richter, Anatol (* 1970), österreichischer Florettfechter
- Richter, Andreas (1945–2023), deutscher Ingenieur und Fossiliensammler
- Richter, Andreas (* 1955), deutscher Biathlet
- Richter, Andreas (* 1965), deutscher Filmproduzent und Medienmanager
- Richter, Andreas (* 1966), deutscher Autor
- Richter, Andreas (* 1977), deutscher Fußballspieler
- Richter, Andreas Kuno (* 1959), deutscher Diplom-Journalist
- Richter, Andy (* 1966), US-amerikanischer Entertainer, Komödiant und SchauspielerAndy Richter (* 1966)

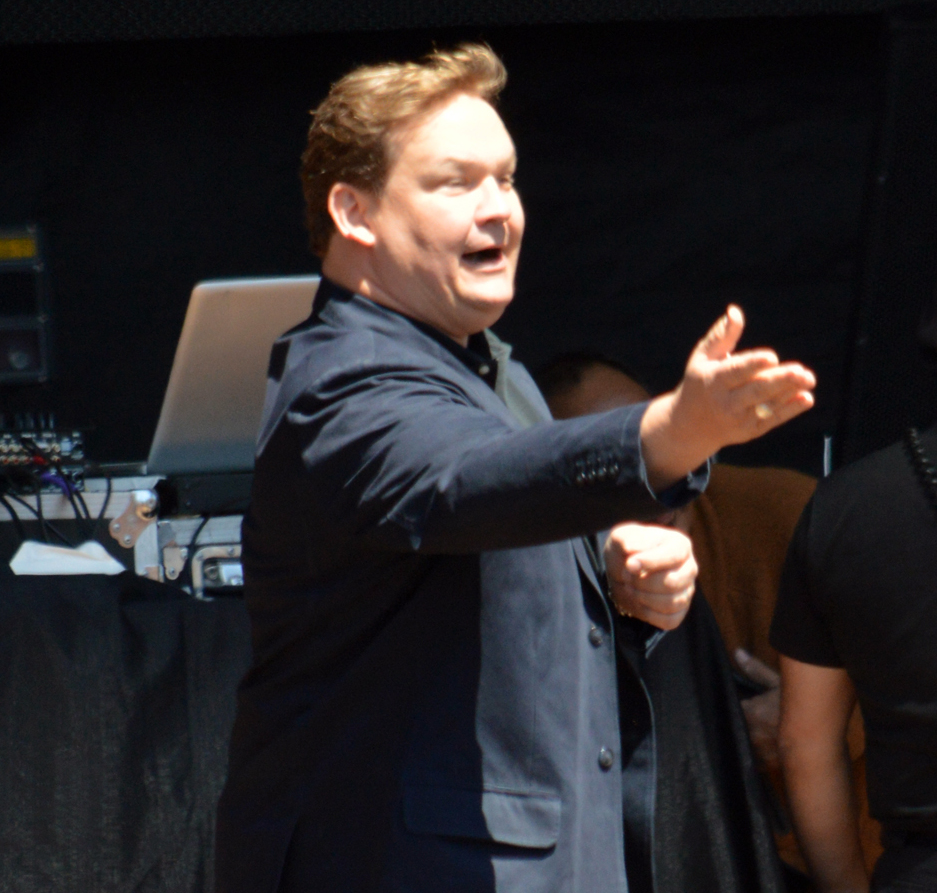
Andy Richter (* 1966)

- Richter, Angela (* 1952), deutsche Slawistin, Literaturwissenschaftlerin und Übersetzerin
- Richter, Angela (* 1970), deutsche Regisseurin
- Richter, Angelika (* 1971), deutsche Kunsthistorikerin und Kuratorin
- Richter, Angelika (* 1972), deutsche Schauspielerin
- Richter, Anja (* 1977), österreichische WassersportlerinAnja Richter (* 1977)

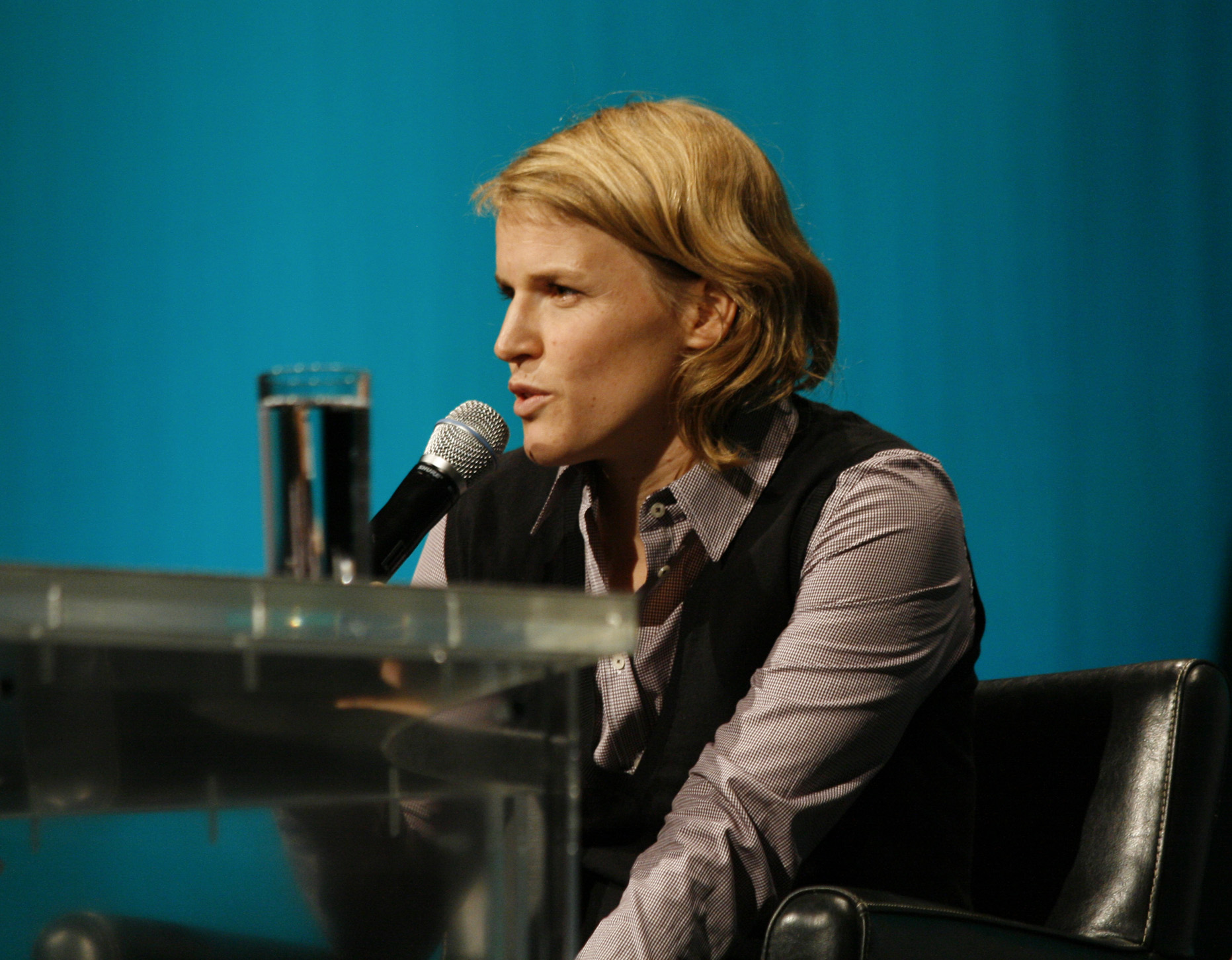
Anja Richter (* 1977)

- Richter, Anna (1893–1999), deutsche Grafikerin
- Richter, Anna Lucia (* 1990), deutsche Sängerin
- Richter, Anne (* 1973), deutsche Schriftstellerin
- Richter, Anne (* 1985), deutsche Volleyball- und Beachvolleyballspielerin
- Richter, Annedore (* 1948), deutsche Volleyballspielerin und -trainerin
- Richter, Annegret (* 1950), deutsche Leichtathletin und Olympiasiegerin
- Richter, Annik (* 1990), deutsche Fußballspielerin
- Richter, Anton (1688–1765), österreichischer Orgelbauer
- Richter, Anton (1900–1962), deutscher Maler
- Richter, Anton (1911–1989), österreichischer Gewichtheber
- Richter, Arno (1907–1979), deutscher Kostümbildner und Filmarchitekt
- Richter, Arthur (1908–1993), deutscher Seelsorger, Gründer des Marburger Kreises und Autor
- Richter, Arthur (* 1920), deutscher Fußballtorhüter
- Richter, Asso, deutscher Autor, Radio-Comedian und Musiker
- Richter, August Ferdinand (1822–1903), deutscher Theologe und Politiker
- Richter, August Gottlieb (1742–1812), deutscher Chirurg
- Richter, Ava Sophie (* 2006), deutsche Kinderdarstellerin
- Richter, Axel (* 1956), deutsch-schwedischer Eishockeytorwart

###### Richter, B
- Richter, Bastian (* 1973), deutscher Schriftsteller
- Richter, Beatrice (* 1948), deutsche SchauspielerinBeatrice Richter (* 1948)

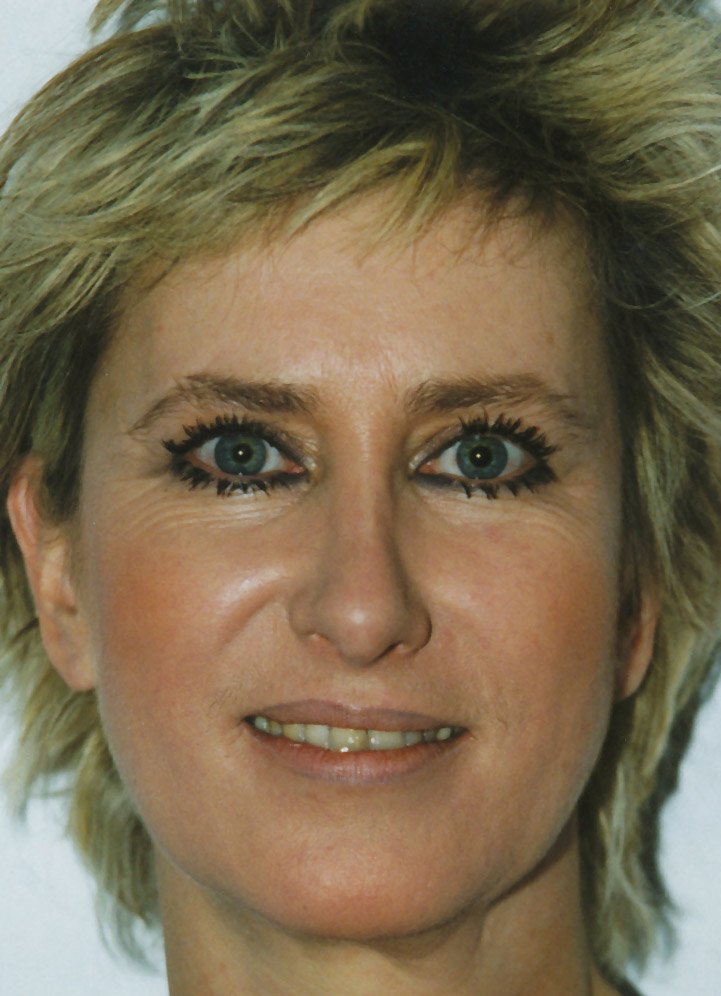
Beatrice Richter (* 1948)

- Richter, Benjamin (1869–1954), württembergischer Oberamtmann und Landrat
- Richter, Bergrun (1923–2019), deutsche Friedensaktivistin, Lehrerin und Frauenrechtlerin
- Richter, Bernard (* 1973), Schweizer Opernsänger (Tenor)
- Richter, Bernd (* 1943), deutscher Oberstudienrat und Politiker (ÖDP)
- Richter, Bernd (* 1953), deutscher Politiker (FDP), MdBB
- Richter, Bernhard (* 1962), deutscher Musikermediziner
- Richter, Bernhard Friedrich (1850–1931), deutscher Kirchenmusiker
- Richter, Birgit (* 1971), deutsche Mathematikerin
- Richter, Bodo (1941–2019), deutscher Jurist und Politiker (SPD), Bürgermeister, Oberbürgermeister, Oberstadtdirektor, Staatssekretär
- Richter, Bodo L. O. (1915–1990), deutsch-amerikanischer Romanist und Hochschullehrer
- Richter, Brigitte (1935–2021), deutsche Musikwissenschaftlerin, Museumskuratorin und Autorin
- Richter, Bruno (* 1872), deutscher Landschafts- und Architekturmaler
- Richter, Burchard Adam von (1782–1832), russischer Generalleutnant
- Richter, Burton (1931–2018), US-amerikanischer Physiker

###### Richter, C
- Richter, Carl (1870–1943), österreichischer Theaterleiter
- Richter, Carl Arthur (1883–1957), deutsch-schweizerischer Komponist und Dirigent
- Richter, Carl August (1770–1848), deutscher Zeichner und Grafiker
- Richter, Carl Friedrich (1701–1766), deutscher Architekt und Berliner Baumeister
- Richter, Carl Gottlieb (1728–1809), deutscher Pianist, Organist und Komponist
- Richter, Carl Ludwig (1737–1802), deutscher Schulleiter und Lehrer
- Richter, Carl Wilhelm Adolph (1808–1877), deutscher Arzt und 1848/50 Mitglied der Mecklenburgischen Abgeordnetenversammlung
- Richter, Carola (* 1963), deutsche Ruderin
- Richter, Carola (* 1977), deutsche Kommunikationswissenschaftlerin und Hochschullehrerin
- Richter, Caspar (1944–2023), deutscher Dirigent
- Richter, Charles Francis (1900–1985), US-amerikanischer SeismologeCharles Francis Richter (1900–1985)

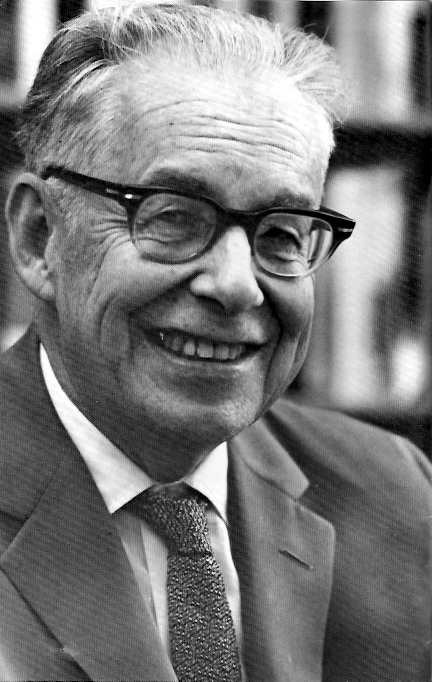
Charles Francis Richter (1900–1985)

- Richter, Christian (1587–1667), deutscher Maler
- Richter, Christian (* 1625), deutscher Architekt und Baumeister des Barock
- Richter, Christian (1655–1722), deutscher Baumeister
- Richter, Christian (1941–2009), deutscher Rechtsanwalt und Strafverteidiger
- Richter, Christian (* 1978), deutscher Schachspieler
- Richter, Christian Friedrich (1676–1711), evangelischer Pfarrer, Kirchenlieddichter und Arzt an den Franckeschen Stiftungen
- Richter, Christian Friedrich (1744–1826), deutscher Mediziner
- Richter, Christian Gottlieb, deutscher Orgelbauer in Pommern und Brandenburg
- Richter, Christian Gottlob (1745–1791), deutscher Jurist und Hochschullehrer
- Richter, Christine (* 1962), deutsche Schauspielerin
- Richter, Christine (* 1964), deutsche Journalistin und Sprecherin des Berliner Senats
- Richter, Christoph (1624–1692), Arzt und Chemiker
- Richter, Christoph (1932–2020), deutscher Musikwissenschaftler und Musikpädagoge
- Richter, Christoph (* 1942), deutscher Tierarzt und Politiker (DDR-CDU, CDU), MdL
- Richter, Christoph (* 1957), deutscher Cellist und Musikpädagoge
- Richter, Christoph Adam von (1751–1815), livländischer Gouverneur
- Richter, Christoph Philipp (1602–1673), deutscher Rechtswissenschaftler
- Richter, Claudia (* 1962), deutsche Handballspielerin
- Richter, Claus (* 1948), deutscher Journalist
- Richter, Claus (* 1971), deutscher bildender Künstler
- Richter, Claus-Gerd (* 1934), deutscher Politiker (FDP)
- Richter, Clemens (* 1952), deutscher Schriftsteller und Künstler
- Richter, Conrad (1890–1968), US-amerikanischer Schriftsteller
- Richter, Constantin (1827–1910), deutscher Verwaltungsjurist, leitender Beamter des Reichsmarineamts
- Richter, Cornelia (* 1970), österreichische HochschullehrerinCornelia Richter (* 1970)

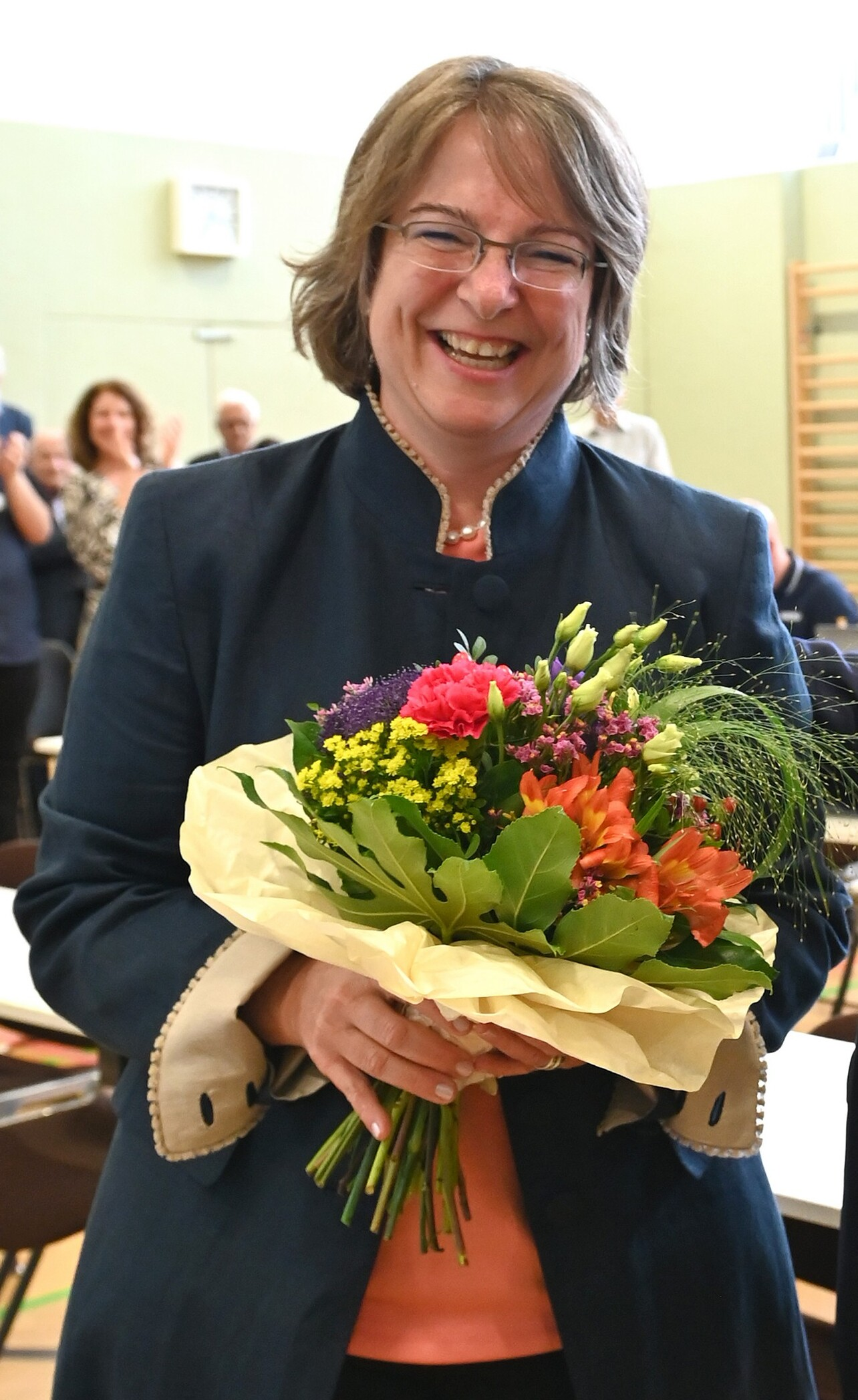
Cornelia Richter (* 1970)

- Richter, Cornelie (1842–1922), deutsche Salonière
- Richter, Curt Herbert (1898–1974), deutscher Zithersolist und Komponist
- Richter, Curt P. (1894–1988), US-amerikanischer Psychologe und Verhaltensforscher

###### Richter, D
- Richter, Dagmar (* 1961), deutsche Juristin und Hochschullehrerin
- Richter, Dan (* 1968), deutscher Autor und Improvisations-Schauspieler
- Richter, Daniel (* 1962), deutscher KünstlerDaniel Richter (* 1962)

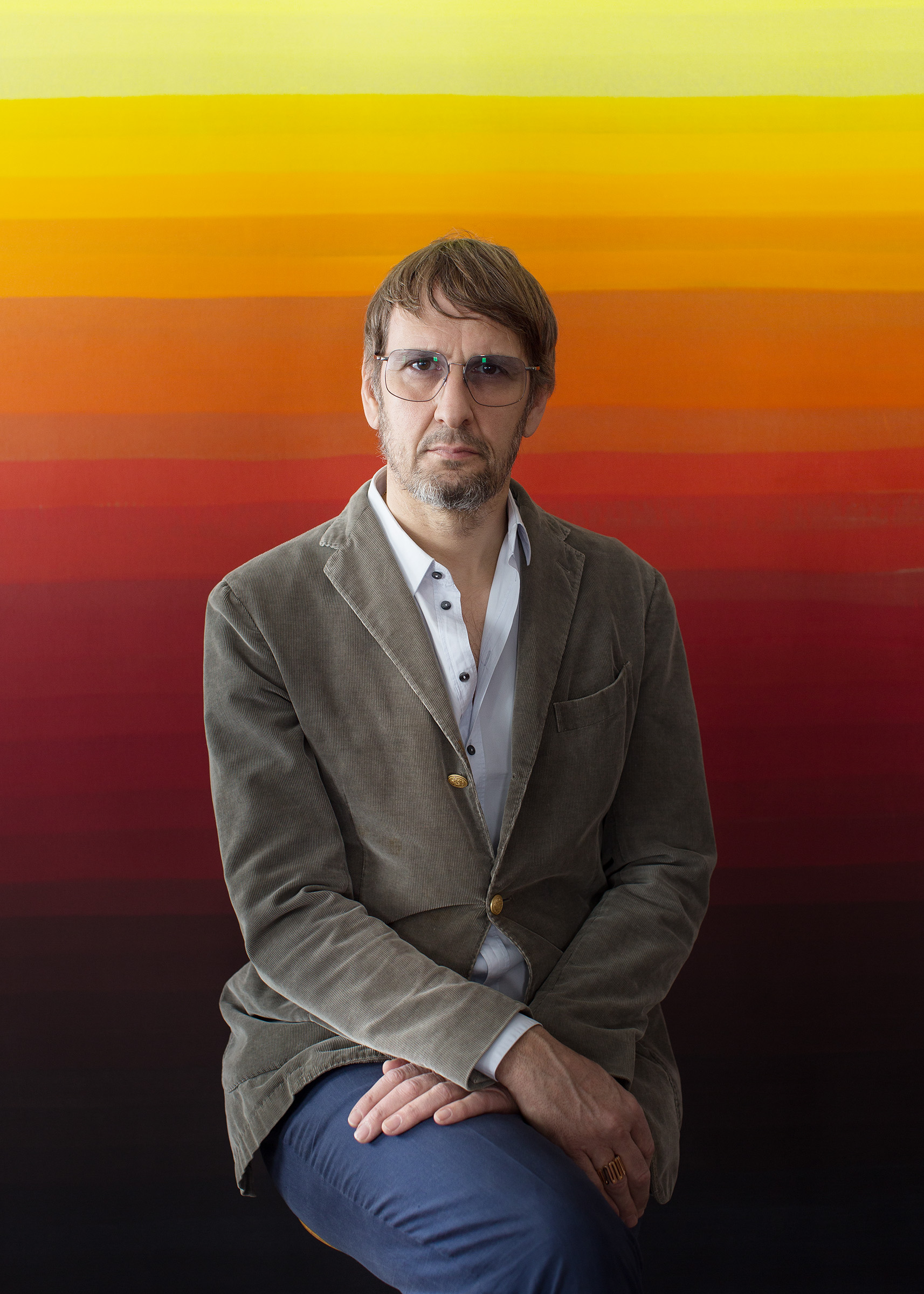
Daniel Richter (* 1962)

- Richter, Daniel (* 2008), deutscher Fußballspieler
- Richter, Daniel K. (* 1954), US-amerikanischer Historiker
- Richter, Daniel Simon (* 1971), deutscher Autor von Fantasy-Büchern und Spielen
- Richter, David, deutscher Psychologe und Hochschullehrer
- Richter, David (* 1999), deutscher Fußballtorwart
- Richter, David der Ältere (1661–1735), deutscher Porträt- und Landschaftsmaler
- Richter, Detlef (* 1956), deutscher Bobfahrer
- Richter, Dieter (1930–1997), deutscher Geologe
- Richter, Dieter (* 1938), deutscher Germanist und Schriftsteller
- Richter, Dietmar (* 1939), deutscher Biochemiker und Mikrobiologe
- Richter, Dietrich (1932–2023), deutscher Ingenieur und Politiker (NPD)
- Richter, Dirk (* 1964), deutscher Schwimmer
- Richter, Dora (* 1892), deutsche Trans-PionierinDora Richter (* 1892)

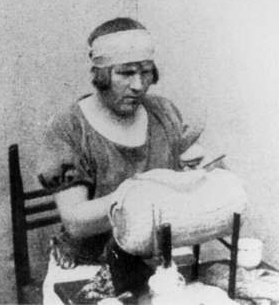
Dora Richter (* 1892)

- Richter, Dorothea (* 1983), deutsche Basketballnationalspielerin
- Richter, Dorothee, deutsche Autorin, Kunsthistorikerin und Kuratorin für Zeitgenössische Kunst

###### Richter, E
- Richter, E. A. (* 1941), österreichischer Autor
- Richter, Edelbert (1943–2021), deutscher Theologe und Politiker (Die Linke), MdV, MdB
- Richter, Edgar (1882–1952), österreichischer Sänger
- Richter, Édouard Frédéric Wilhelm (1844–1913), französischer Genremaler des Orientalismus
- Richter, Eduard (1834–1907), deutscher Opernsänger
- Richter, Eduard (1847–1905), österreichischer Geograph, Historiker, Alpinist und Gletscherforscher
- Richter, Eduard von (1790–1847), livländischer Landmarschall
- Richter, Egmont (1868–1931), deutscher Schauspieler
- Richter, Egon (1928–2020), deutscher Physiker und Hochschullehrer
- Richter, Egon (1932–2016), deutscher Journalist und Schriftsteller
- Richter, Ekkehard (* 1937), Kirchenmusikdirektor
- Richter, Ekkehard (* 1937), deutscher Offizier
- Richter, Elena (* 1989), deutsche Bogenschützin
- Richter, Elias (1597–1678), lutherischer Geistlicher, Schulmeister und Stadtschreiber in Bergstadt Platten, Pfarrer und Magister in Raschau, sowie böhmischer Exulant
- Richter, Elise (1865–1943), österreichische Romanistin
- Richter, Elke (* 1944), deutsche Tischtennisspielerin
- Richter, Elke (* 1960), deutsche Fußballspielerin
- Richter, Ellen (1891–1969), österreichische Schauspielerin und FilmproduzentinEllen Richter (1891–1969)

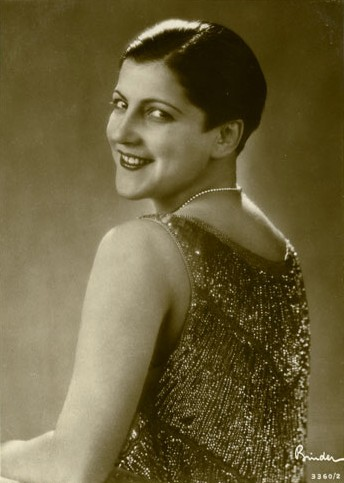
Ellen Richter (1891–1969)

- Richter, Emanuel (* 1953), deutscher Politikwissenschaftler und Hochschullehrer
- Richter, Emil (1823–1912), deutscher Kunstgärtner
- Richter, Emil (1894–1971), tschechoslowakischer Schachspieler
- Richter, Emil (1897–1960), deutscher Sparkassendirektor
- Richter, Emil Theodor (1801–1878), deutscher Landschafts- und Architekturmaler
- Richter, Emma (1888–1956), deutsche Paläontologin
- Richter, Enrico (* 1961), deutscher Boxer
- Richter, Erhard (1927–2019), deutscher Lehrer und Heimatforscher
- Richter, Erich (1908–1989), deutscher Politiker (KPD/SED), Journalist und Rundfunkhistoriker
- Richter, Erich (* 1923), deutscher Fußballspieler
- Richter, Erik (1889–1981), deutscher Maler, Grafiker und Schachkomponist
- Richter, Erika (1913–2000), deutsche Tischtennisspielerin
- Richter, Erika (1938–2020), deutsche Dramaturgin
- Richter, Ernst (1890–1961), österreichischer Filmarchitekt
- Richter, Ernst Friedrich (1808–1879), deutscher Komponist und Musikpädagoge; Leipziger Thomaskantor
- Richter, Ernst H. (1900–1959), deutscher Science-Fiction-Autor
- Richter, Ernst Heinrich Leopold (1805–1876), deutscher Komponist und Musikpädagoge
- Richter, Ernst von (1862–1935), deutscher Verwaltungsjurist und Politiker, thüringischer und preußischer Staatsminister
- Richter, Ernst Wilhelm (1802–1874), sächsischer Lehrer und Schriftsteller
- Richter, Ernst-Otto (1896–1966), deutscher Opernsänger
- Richter, Etha (1883–1977), deutsche Bildhauerin und Zeichnerin
- Richter, Eugen (1838–1906), deutscher Politiker (DFP, FVp), MdREugen Richter (1838–1906)

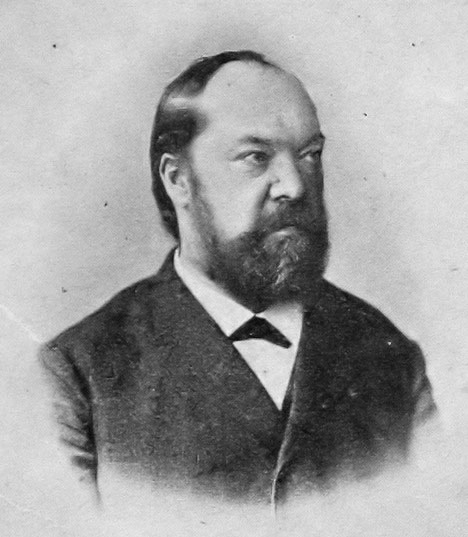
Eugen Richter (1838–1906)

- Richter, Eugen (1883–1973), deutscher Ingenieur und Politiker (FDP)
- Richter, Eva-Maria (1932–2016), deutsche Grafikerin und Lyrikerin
- Richter, Evelyn (1930–2021), deutsche Fotografin
- Richter, Ewald (1925–2019), deutscher Philosoph

###### Richter, F
- Richter, Falk (* 1969), deutscher Regisseur, Autor und Übersetzer
- Richter, Ferdinand Tobias (1651–1711), deutscher Komponist und Organist der Barockzeit
- Richter, Florian (* 1964), deutscher Regisseur, Drehbuchautor und Produzent
- Richter, Francis William (1888–1938), US-amerikanischer Pianist, Organist, Komponist und Musikpädagoge
- Richter, Frank (* 1952), deutscher Fußballspieler
- Richter, Frank (* 1960), deutscher Theologe, Bürgerrechtler und Politiker (SPD)Frank Richter (* 1960)

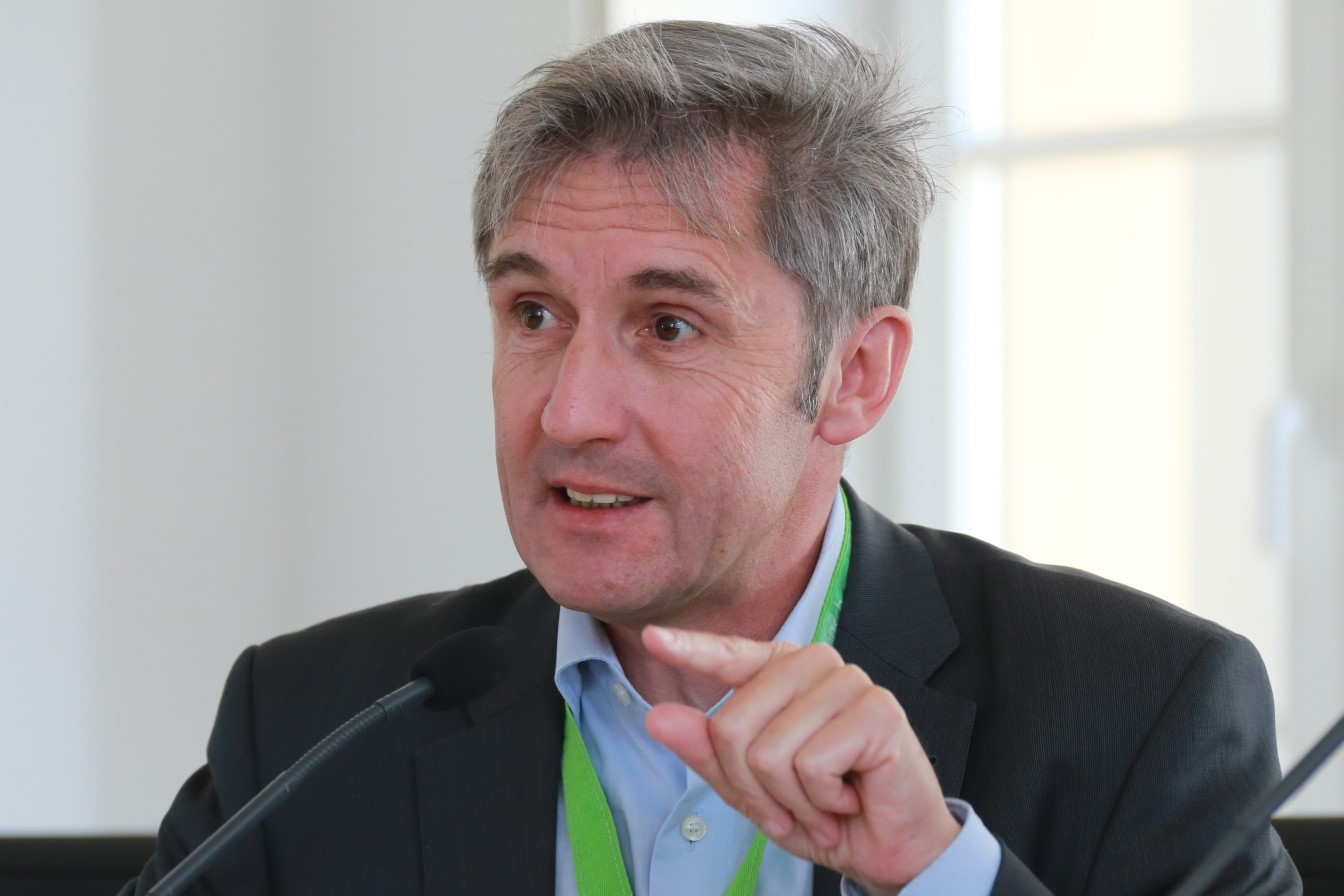
Frank Richter (* 1960)

- Richter, Frank (* 1963), deutscher Computerkünstler
- Richter, Frank (* 1964), deutscher Ruderer
- Richter, Frank (* 1966), deutscher Gewerkschafter, DDR-Bürgerrechtler und Widerstandskämpfer gegen die SED-Diktatur
- Richter, Frank-Arno (* 1959), deutscher Polizeibeamter, Polizeipräsident in Essen/Mülheim an der Ruhr
- Richter, Frank-Dietmar (* 1944), deutscher Forstmann
- Richter, Franz (1810–1861), österreichischer Unternehmer
- Richter, Franz (1845–1930), deutscher, römisch-katholischer Geistlicher, Politiker (Zentrumspartei) und Redakteur
- Richter, Franz (1882–1917), deutscher klassischer Philologe, Religionswissenschaftler und Gymnasiallehrer
- Richter, Franz (1882–1965), deutscher Landrat
- Richter, Franz (1905–1973), österreichischer Politiker (NSDAP), MdR
- Richter, Franz (1920–2010), österreichischer Schriftsteller
- Richter, Franz (1928–2019), deutscher Fußballspieler
- Richter, Franz Ferdinand (* 1693), schlesischer Barockmaler
- Richter, Franz Joseph (1801–1863), badischer Jurist und Politiker
- Richter, Franz Lorenz (1722–1785), österreichischer Orgelbauer
- Richter, Franz Xaver (1709–1789), mährischer Sänger (Bass) und Komponist (Mannheimer Schule)Franz Xaver Richter (1709–1789)

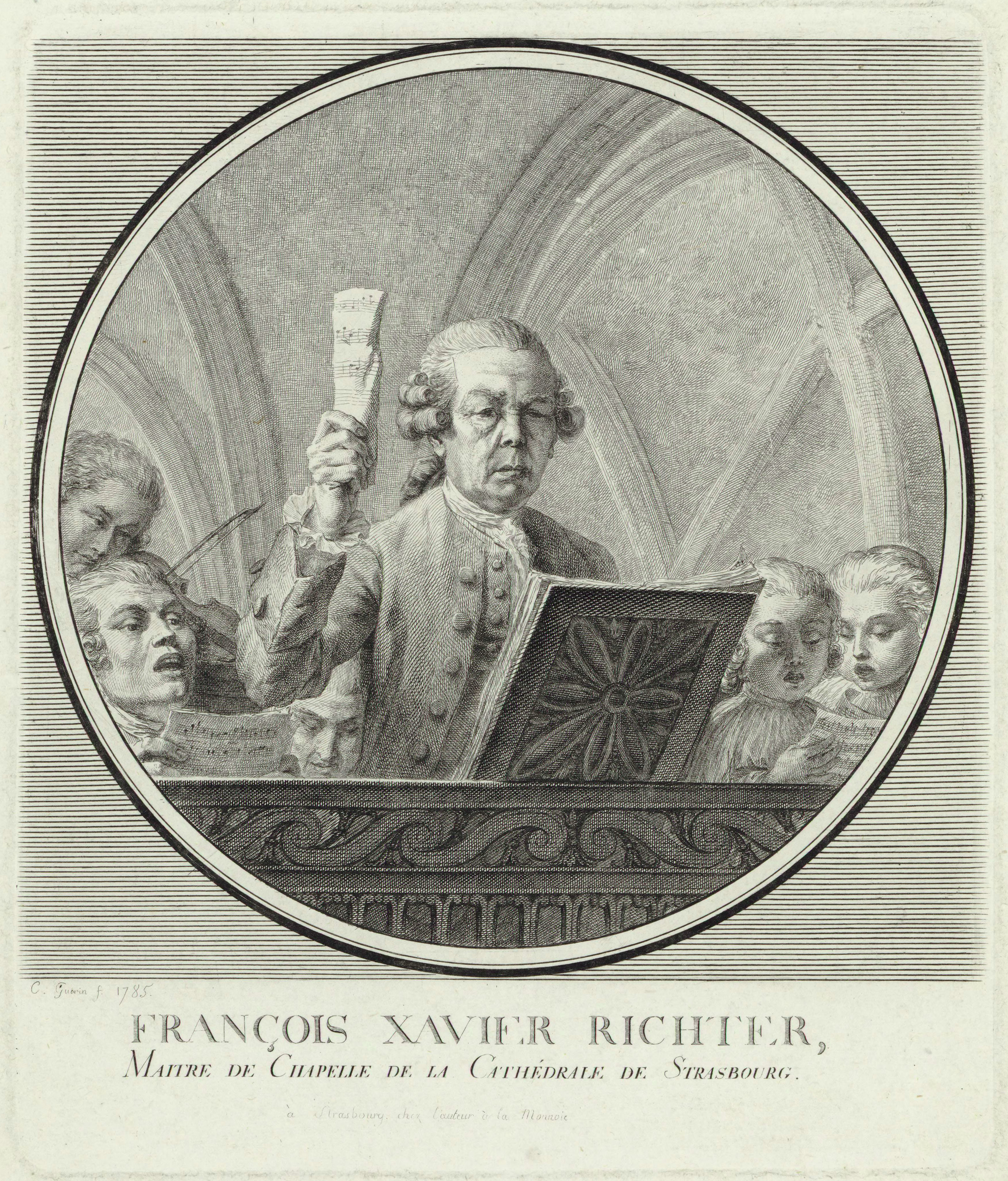
Franz Xaver Richter (1709–1789)

- Richter, Franz Xaver Johann (1783–1856), österreichischer Gymnasiallehrer, Bibliothekar und Regionalhistoriker Österreichisch-Schlesiens und der Krain
- Richter, Fridolin (* 1977), deutscher Schauspieler und Synchronsprecher
- Richter, Friederika (* 1931), österreichische Malerin und Autorin
- Richter, Friedrich (1808–1868), russischer Architekt, Restaurator und Hochschullehrer
- Richter, Friedrich (1811–1865), deutscher evangelischer Pfarrer und Heimatdichter
- Richter, Friedrich (1873–1922), deutscher Vizeadmiral der Reichsmarine
- Richter, Friedrich (1894–1984), deutscher Bühnen-, Film- und Fernsehschauspieler
- Richter, Friedrich (1909–1991), deutscher Architekt
- Richter, Friedrich Anton (1787–1850), deutscher Verwaltungsjurist
- Richter, Friedrich Wilhelm (1727–1791), deutscher Geistlicher und Pädagoge
- Richter, Friedrich Wilhelm (1878–1946), deutscher Verwaltungsbeamter und Politiker
- Richter, Fritz (1904–1981), deutscher Grafiker und Maler
- Richter, Fritz von (1879–1917), deutscher Verwaltungsbeamter

###### Richter, G
- Richter, Gedeon (1872–1944), ungarischer Apotheker und Begründer der modernen ungarischen Pharmaindustrie
- Richter, Georg (1853–1925), deutscher Verwaltungsjurist und Kommunalbeamter; Oberbürgermeister von Frankfurt a. O. (1903–1917) und Hirschberg i. S. (1891–1903)
- Richter, Georg (1859–1931), deutscher Architekt
- Richter, Georg († 1977), deutscher Fußballspieler
- Richter, Georg (1891–1967), deutscher Gewerkschafter und Politiker (SPD), MdL
- Richter, Georg (1905–1995), deutscher Ruderer
- Richter, Georg (1915–1972), norwegisch-deutscher Film- und Theaterschauspieler
- Richter, Georg August (1778–1832), deutscher Mediziner
- Richter, Georg Friedrich (1691–1742), deutscher Mathematiker und Politikwissenschaftler
- Richter, Georg Gottlob (1694–1773), deutscher Mediziner
- Richter, Georg Siegmund von (1645–1711), deutscher Jurist und Gesandter beim Reichstag zu Regensburg
- Richter, Georg Wilhelm (1759–1815), deutscher evangelischer Theologe
- Richter, George Wilhelm (1735–1800), deutscher Cafetier und Freimaurer
- Richter, Gerd (1903–1979), deutscher Bühnenbildner
- Richter, Gerd (* 1974), deutscher Tischtennisspieler
- Richter, Gerenot (1926–1991), deutscher Graphiker und Hochschullehrer
- Richter, Gerhard (1898–1966), deutscher Bibliothekar
- Richter, Gerhard (* 1915), deutscher Kirchenhistoriker
- Richter, Gerhard (1916–1995), deutscher Fußballspieler
- Richter, Gerhard (1920–2014), deutscher Wirtschaftswissenschaftler und Hochschullehrer
- Richter, Gerhard (* 1927), deutscher Fußballspieler
- Richter, Gerhard (1929–2015), deutscher Biologe und Botaniker
- Richter, Gerhard (* 1932), deutscher MalerGerhard Richter (* 1932)

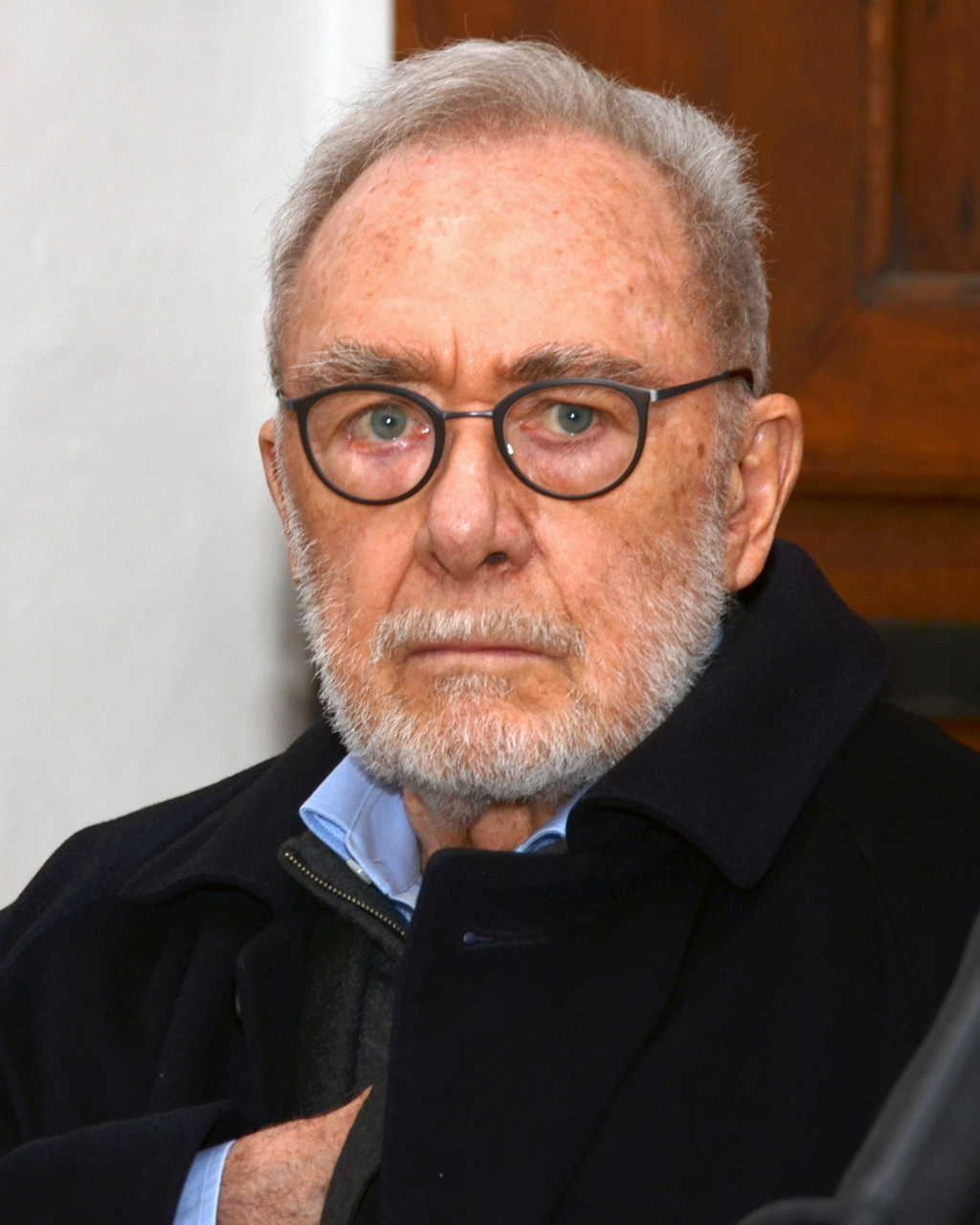
Gerhard Richter (* 1932)

- Richter, Gerhard (* 1967), deutscher Germanist
- Richter, Gerold (1943–2021), deutscher Architekt und Hochschullehrer
- Richter, Gert (1929–2017), deutscher Schauspieldramaturg, Schriftsteller und Journalist
- Richter, Gert (1933–2015), deutscher Historiker und Verleger
- Richter, Gisela (1940–2008), deutsche Malerin und Grafikerin
- Richter, Gisela M. A. (1882–1972), deutschamerikanische Klassische Archäologin
- Richter, Gottfried (1643–1717), deutscher Orgelbauer
- Richter, Gottfried (1904–1968), deutscher Maler und Grafiker
- Richter, Gottfried (* 1947), deutscher Schauspieler, Synchron- und Hörspielsprecher
- Richter, Gottfried Uwe (1930–1977), deutscher Zeichner und Grafiker
- Richter, Gotthard (1929–2023), deutscher Bildhauer
- Richter, Gotthelf Ehrenfried (1759–1826), preußischer Gutsbesitzer und Beamter
- Richter, Gotthold Ludwig (1903–2002), deutscher Komponist
- Richter, Götz R. (1923–2016), deutscher Schriftsteller
- Richter, Gregor (1560–1624), deutscher evangelischer Theologe und Gymnasiallehrer
- Richter, Gregor (1563–1636), lutherischer Geistlicher, Archidiakon und Pfarrer
- Richter, Gregor (1874–1945), deutscher katholischer Theologe, Philosoph und Historiker
- Richter, Gregor Vinzenz (1927–2002), deutscher Archivar
- Richter, Guido (1859–1940), deutscher Maler
- Richter, Gunnar (* 1953), deutscher Pädagoge, Leiter der Gedenkstätte Breitenau
- Richter, Günter (* 1933), deutscher Maler und Grafiker
- Richter, Günter A. (1927–2014), deutscher Kunsthändler, Autor, Herausgeber und Verleger
- Richter, Gustav (1823–1884), deutscher Genre-, Historien-, Orient-, Porträtmaler und LithografGustav Richter (1823–1884)

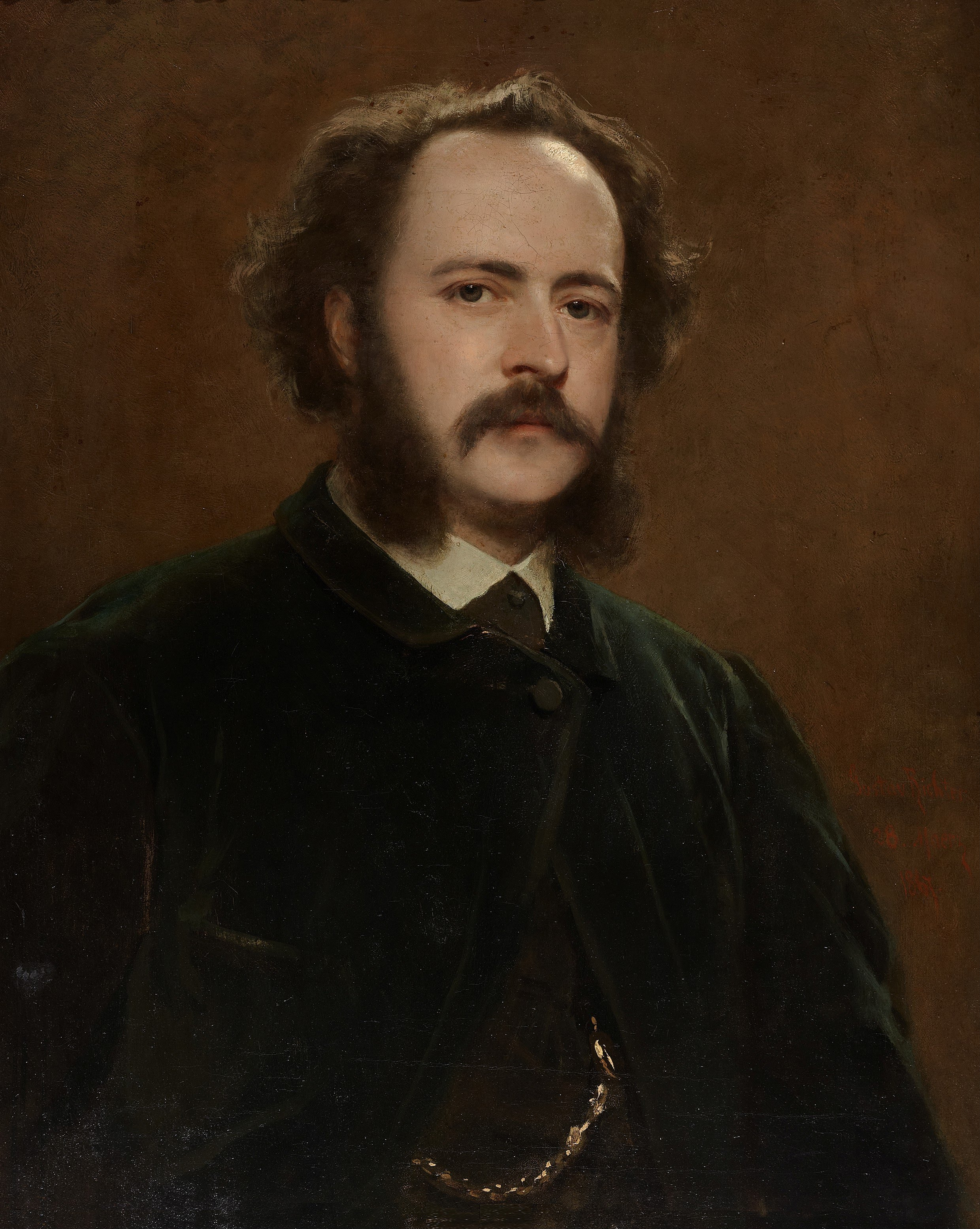
Gustav Richter (1823–1884)

- Richter, Gustav (* 1827), deutscher Kaufmann und Politiker (DFP), MdR
- Richter, Gustav (1833–1884), deutscher Hochschullehrer und konservativer Politiker, MdR, MdL (Königreich Sachsen)
- Richter, Gustav (1838–1904), deutscher Altphilologe, Historiker und Pädagoge
- Richter, Gustav (1857–1946), österreichischer Politiker (DnP), Abgeordneter zum Nationalrat
- Richter, Gustav (1868–1941), deutscher Politiker (SPD)
- Richter, Gustav (1890–1942), Dresdner Arbeiterfunktionär und Antifaschist
- Richter, Gustav (1897–1996), deutscher Jurist und Oberkreisdirektor
- Richter, Gustav (1911–1999), deutscher Physiker
- Richter, Gustav (1912–1997), deutscher SS-Sturmbannführer und Judenreferent in Rumänien
- Richter, Gustav Joseph (1854–1930), österreichischer Komponist
- Richter, Gustav Reinhold (1817–1903), deutscher Tischler und Politiker, MdHB, MdR

###### Richter, H
- Richter, Hans (1843–1916), österreichisch-ungarischer DirigentHans Richter (1843–1916)

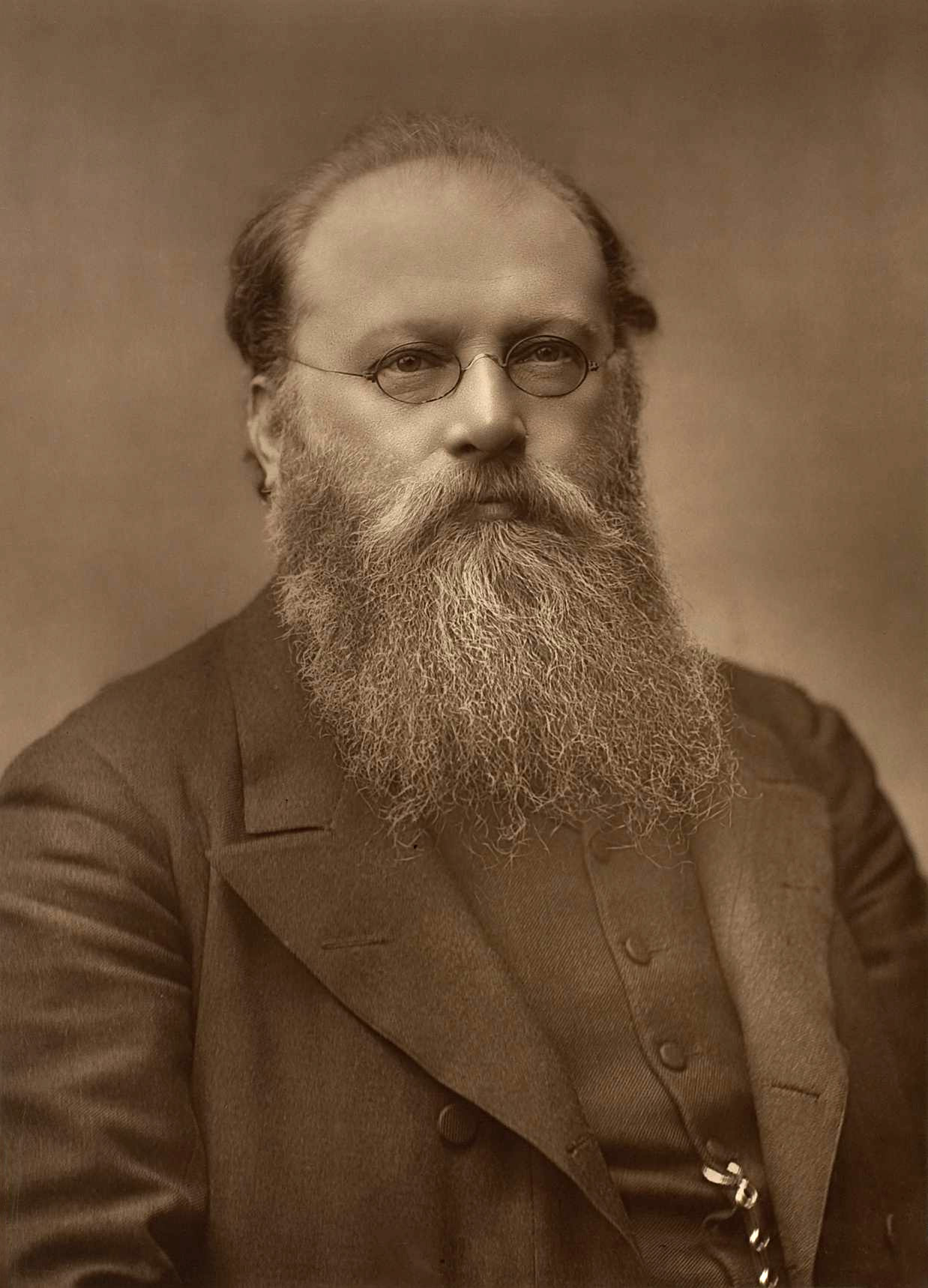
Hans Richter (1843–1916)

- Richter, Hans (1882–1971), deutscher Architekt
- Richter, Hans (1885–1954), deutscher Jurist, Reichsanwalt und Bundesrichter
- Richter, Hans (1888–1976), deutscher Maler und Filmkünstler des Dadaismus
- Richter, Hans (1891–1977), deutscher Aquarellmaler und Zeichner
- Richter, Hans (1891–1945), deutscher Gleitflugpionier und Varietékünstler
- Richter, Hans (1903–1972), deutscher SS-Führer im RSHA
- Richter, Hans (* 1904), deutscher Physiker und Hochschullehrer
- Richter, Hans (1905–1962), deutscher Journalist und Politiker (NSDAP), MdR, MdL
- Richter, Hans (1912–1978), deutscher Mathematiker
- Richter, Hans (1919–2008), deutscher Schauspieler
- Richter, Hans (1926–2017), deutscher Jurist und Hochschullehrer (Bürgerliches Recht/Zivilrecht)
- Richter, Hans (1928–2017), deutscher Literaturwissenschaftler und Hochschullehrer
- Richter, Hans (1930–1978), deutscher Diplomat, Botschafter der DDR
- Richter, Hans (* 1943), deutsch-österreichisch-italienischer Schauspieler
- Richter, Hans (1959–2023), deutscher Fußballspieler
- Richter, Hans Jürgen (* 1948), deutscher Politiker (SPD), MdL
- Richter, Hans Peter (1925–1993), deutscher Autor
- Richter, Hans Theo (1902–1969), deutscher Maler und Grafiker
- Richter, Hans Werner (1908–1993), deutscher Schriftsteller
- Richter, Hans Woldemar (* 1862), deutscher Jurist und höherer sächsischer Staatsbeamter
- Richter, Hans-Jürgen (1941–2004), deutscher Soziologe
- Richter, Hans-Theo (1926–2006), deutscher Maler
- Richter, Harald (1902–1981), deutscher Agrarwissenschaftler
- Richter, Harald (* 1945), deutscher Badmintonspieler
- Richter, Harry (* 1953), deutscher Brigadegeneral der Bundeswehr
- Richter, Harry E. (1847–1911), US-amerikanischer Politiker
- Richter, Hartmut (* 1948), deutscher DDR-Flüchtling und Fluchthelfer
- Richter, Hedwig (* 1973), deutsche HistorikerinHedwig Richter (* 1973)

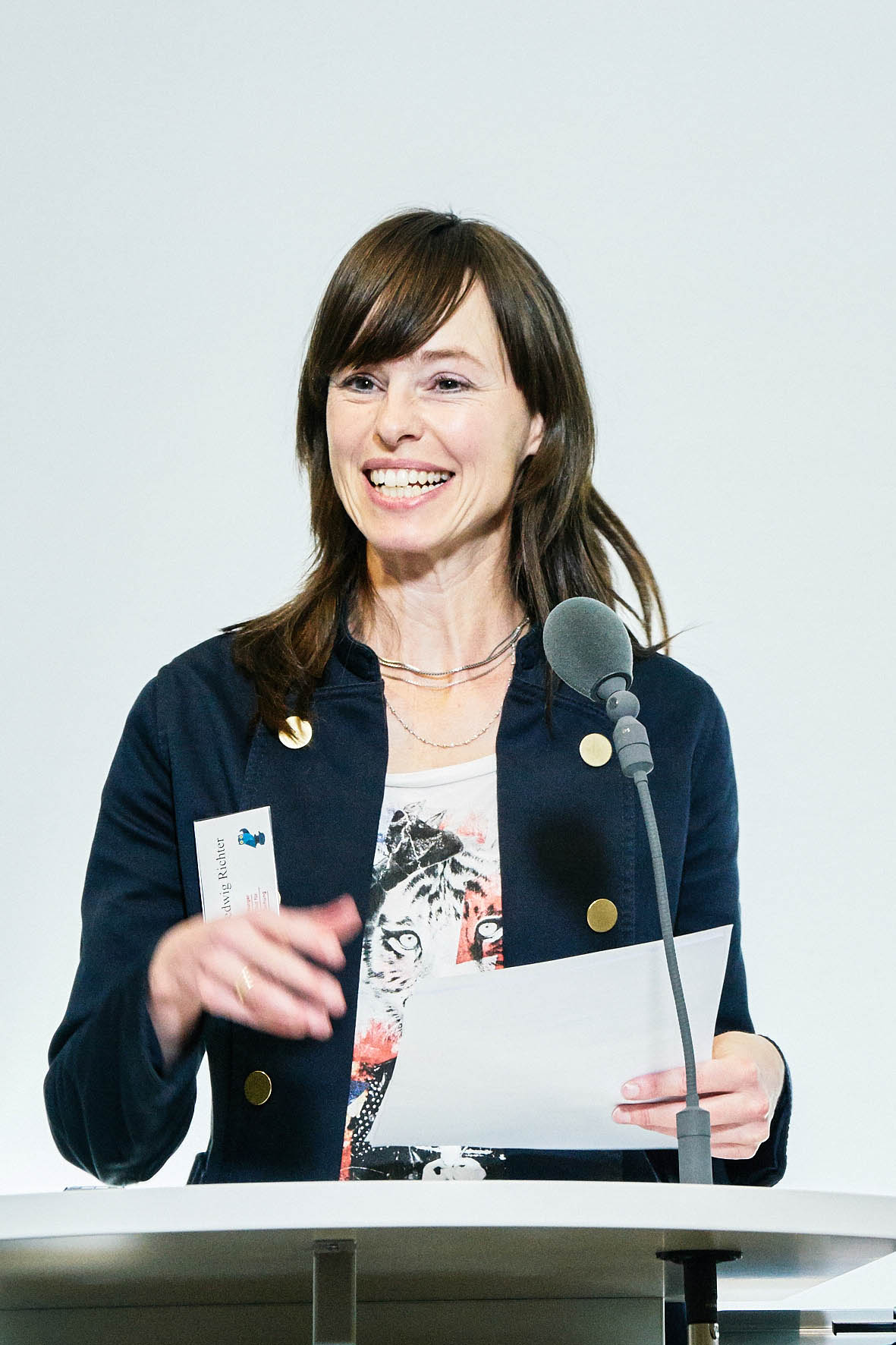
Hedwig Richter (* 1973)

- Richter, Heidrun (* 1942), deutsche Kunstpädagogin
- Richter, Heiko (* 1969), deutscher Fußballspieler
- Richter, Heinrich (1820–1896), deutscher Theaterschauspieler, Regisseur und Hochschullehrer
- Richter, Heinrich (1830–1890), deutscher Verleger
- Richter, Heinrich (1887–1961), deutscher Politiker (SPD), MdR
- Richter, Heinrich (1898–1945), deutscher Priester und Widerstandskämpfer gegen den Nationalsozialismus
- Richter, Heinrich (1920–2007), deutscher Grafiker und Maler
- Richter, Heinrich Ferdinand (1799–1832), deutscher Philosoph
- Richter, Heinrich Wenzeslaus (1653–1696), österreichischer Missionar
- Richter, Heinz (1903–1974), deutscher Jurist, Referatsleiter im Reichssicherheitshauptamt und SS-Obersturmbannführer
- Richter, Heinz (1909–1971), deutscher Ingenieur und Autor
- Richter, Heinz (* 1947), deutscher Radrennfahrer
- Richter, Heinz A. (1939–2024), deutscher Historiker auf dem Spezialgebiet Griechenland und Zypern
- Richter, Helene (1834–1913), deutsche Genre- und Porträtmalerin
- Richter, Helene (1861–1942), österreichische Anglistin, Theaterwissenschaftlerin und -kritikerin
- Richter, Helmut (1891–1977), deutscher General der Flakartillerie im Zweiten Weltkrieg
- Richter, Helmut (1909–1994), deutscher Künstler
- Richter, Helmut (* 1921), deutscher Jurist und Hochschullehrer
- Richter, Helmut (1933–2019), deutscher Lyriker, Schriftsteller und TextdichterHelmut Richter (1933–2019)

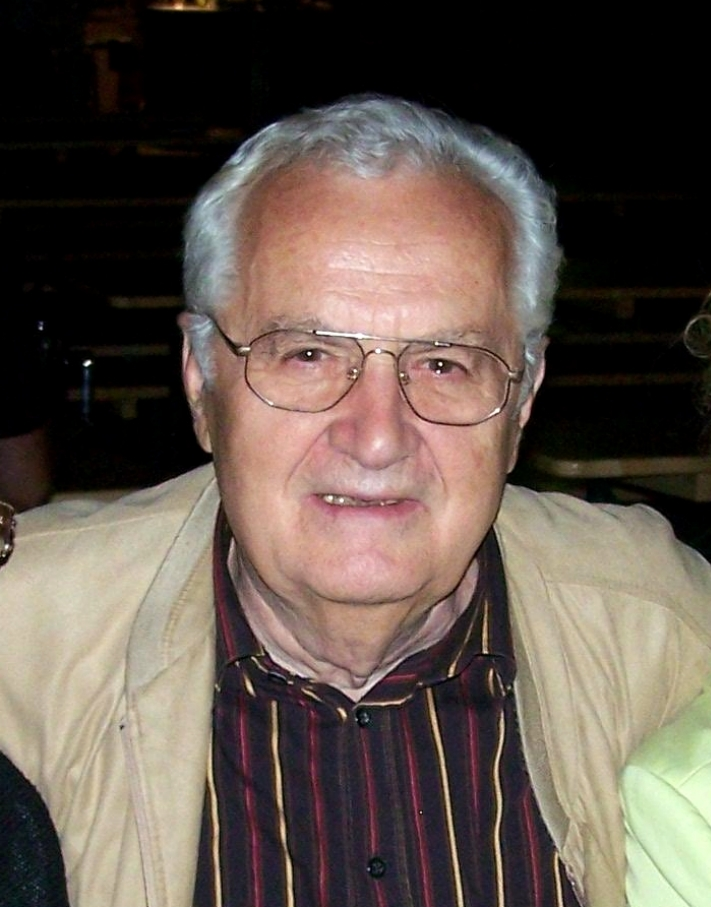
Helmut Richter (1933–2019)

- Richter, Helmut (1934–2018), deutscher Germanist und Literaturwissenschaftler
- Richter, Helmut (1935–2012), deutscher Linguist
- Richter, Helmut (1941–2014), österreichischer Architekt
- Richter, Helmut (* 1943), deutscher Erziehungswissenschaftler, Hochschullehrer und Basketballtrainer
- Richter, Helmut (* 1944), deutscher Archivar
- Richter, Helmut (* 1955), deutscher Gitarrist und Berufspädagoge
- Richter, Hendrik (* 1969), deutscher Ingenieur und Professor für Regelungstechnik
- Richter, Henry (1838–1916), deutscher Bischof in den Vereinigten Staaten
- Richter, Henry Constantine (1821–1902), britischer Tierillustrator
- Richter, Herbert (* 1898), deutscher Schauspieler
- Richter, Herbert (1901–1944), deutscher Architekt und Widerstandskämpfer
- Richter, Herbert (1933–2018), deutscher Chemiker, Generaldirektor des Gaskombinat Schwarze Pumpe
- Richter, Herbert (* 1935), deutscher Kletterer und Bergsteiger
- Richter, Herbert (* 1947), deutscher Radrennfahrer
- Richter, Hermann, deutscher Fußballspieler
- Richter, Hermann (1903–1982), deutscher Volkswirt und Manager
- Richter, Hermann (* 1915), österreichischer SS-Arzt in Konzentrationslagern
- Richter, Hermann August (1842–1911), deutscher Architekt
- Richter, Hermann Eberhard Friedrich (1808–1876), deutscher Mediziner
- Richter, Hermann Theodor (1894–1943), deutscher Bildhauer
- Richter, Hermann-Josef (* 1944), deutscher Politiker (CDU)
- Richter, Hieronymus (1837–1899), deutscher Historienmaler
- Richter, Horst (* 1921), deutscher SS-Scharführer und verurteilter Kriegsverbrecher
- Richter, Horst (1926–2018), deutscher Kunstkritiker, Journalist und Autor
- Richter, Horst (1931–2021), deutscher Ökonom
- Richter, Horst (* 1938), deutscher Politiker (SED) und stellvertretender Minister, Staatssekretär für Geologie der DDR
- Richter, Horst-Eberhard (1923–2011), deutscher Psychoanalytiker, Sozialphilosoph und Autor

###### Richter, I
- Richter, Ildephons, deutscher Kulturfunktionär
- Richter, Ilja (* 1952), deutscher Schauspieler, Synchronsprecher, Sänger und FernsehmoderatorIlja Richter (* 1952)

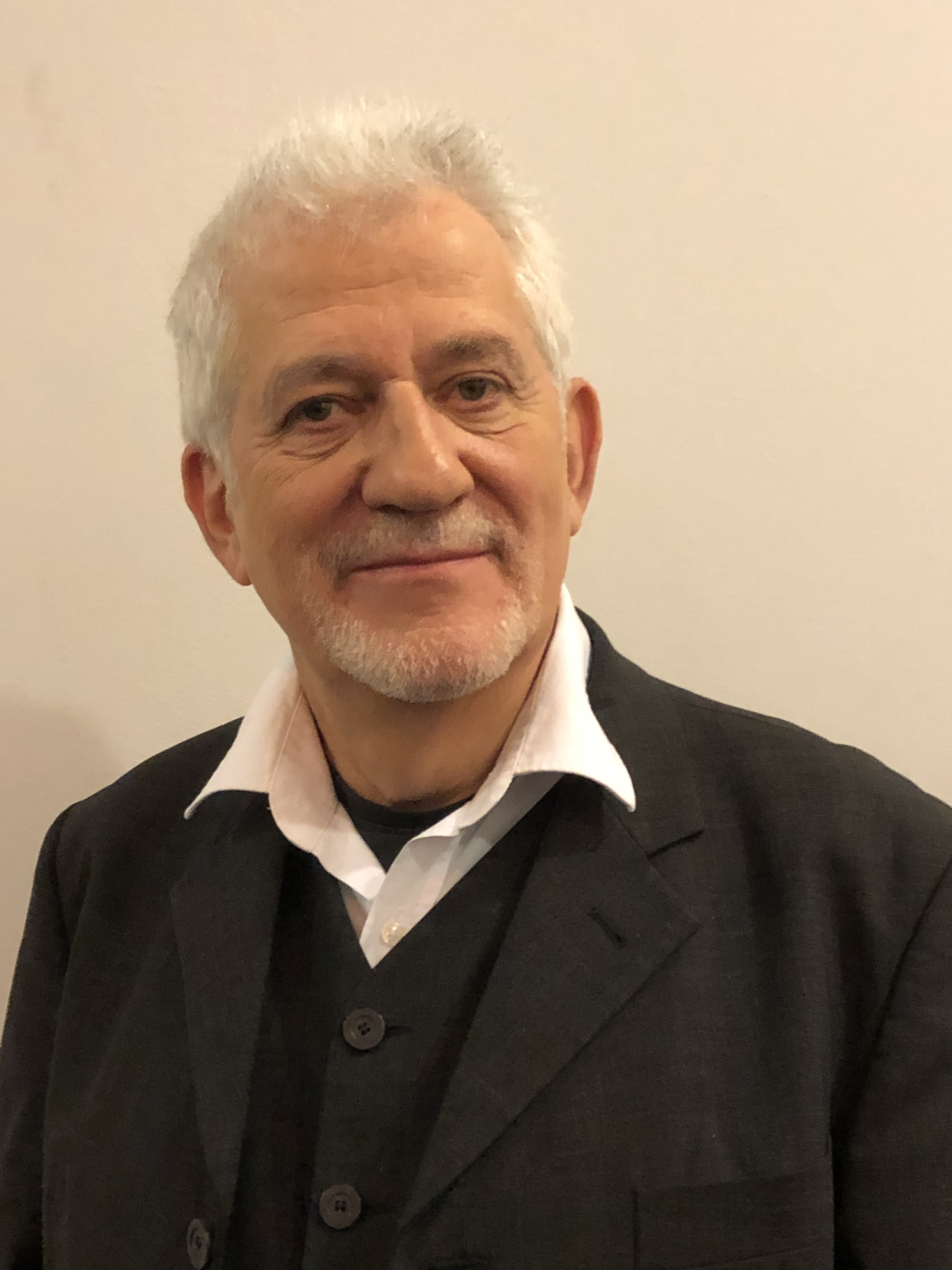
Ilja Richter (* 1952)

- Richter, Ilona (* 1953), deutsche Ruderin und Olympiasiegerin
- Richter, Ingo (* 1936), deutscher Mediziner, Professor für Pädiatrische Onkologie und Hämatologie
- Richter, Ingo K. (* 1938), deutscher Rechtswissenschaftler
- Richter, Irmgard (1902–1931), deutsche Schauspielerin
- Richter, Isabel (* 1968), deutsche Historikerin
- Richter, Isolde (* 1949), deutsche Heilpraktikerin und Fachbuch-Autorin

###### Richter, J
- Richter, Ján (* 1956), slowakischer Politiker
- Richter, Jan Friedrich (* 1969), deutscher Kunsthistoriker
- Richter, Janina (* 1955), deutsche Schauspielerin und Synchronsprecherin
- Richter, Jason James (* 1980), US-amerikanischer Schauspieler und Musiker
- Richter, Jean Paul (1847–1937), deutscher Kunsthistoriker und Autor
- Richter, Jeremias Benjamin (1762–1807), deutscher Chemiker, Bergbausachverständiger und Privatgelehrter
- Richter, Jessica (* 1985), deutsche Schauspielerin
- Richter, Joachim (1929–1998), deutscher Militär, Generalleutnant der LSK/LV der Nationalen Volksarmee
- Richter, Joachim (* 1937), deutscher Chemiker und Hochschullehrer
- Richter, Joachim (1941–2000), deutscher Politiker (SPD), MdV, MdL
- Richter, Jochen (1934–2011), deutscher Wissenschaftshistoriker
- Richter, Jochen (1941–2025), deutscher Filmregisseur, Drehbuchautor und Kameramann
- Richter, Joey (* 1989), US-amerikanischer Schauspieler und Sänger
- Richter, Johann (1537–1616), deutscher Mathematiker
- Richter, Johann (* 1951), österreichischer Politiker (FPÖ), Landtagsabgeordneter
- Richter, Johann Abraham († 1737), deutscher königlich-polnischer und kurfürstlich-sächsischer Beamter
- Richter, Johann Adam (1733–1813), deutscher Zimmermann und Baumeister
- Richter, Johann Adolph (1682–1768), deutscher Architekt
- Richter, Johann August, deutscher Kartograph und Zeichner
- Richter, Johann Carl (1759–1838), deutscher Zeichner und Kupferstecher
- Richter, Johann Carl August (1785–1853), deutscher Zeichner und Graphiker
- Richter, Johann Caspar (1708–1770), deutscher Kaufmann, Ratsherr und Ratsbaumeister
- Richter, Johann Christoph (1689–1751), deutscher Handels- und Ratsherr
- Richter, Johann Christoph (1700–1785), deutscher Komponist, Pantaleonspieler und Organist
- Richter, Johann Christoph (1734–1801), deutscher Kaufmann und Kommunalpolitiker sowie kurfürstlich-sächsischer Kammerrat und Rittergutsbesitzer
- Richter, Johann Friedrich (1729–1784), deutscher Bankier, Kauf- und Handelsmann, Kunst- und Altertumssammler
- Richter, Johann Friedrich (1794–1853), deutscher Schulmeister
- Richter, Johann Georg Leberecht (1763–1840), kurländischer Generalsuperintendent zu Mitau
- Richter, Johann Gottfried (1763–1829), deutscher Journalist und Übersetzer
- Richter, Johann Gottfried Ohnefalsch (1703–1765), Pfarrer und Historiker
- Richter, Johann Gotthelf (1778–1839), deutscher Jurist
- Richter, Johann Heinrich (1803–1845), deutscher Porträt-, Historien- und Genremaler
- Richter, Johann Jakob (1789–1874), Schweizer Kaufmann und Unternehmer
- Richter, Johann Moritz (1620–1667), thüringischer Architekt und Radierer
- Richter, Johann Moritz, deutscher Architekt und Stadtplaner
- Richter, Johann Rudolf Heinrich (1748–1810), deutscher Architekt und Landschaftsmaler, preußischer Baubeamter
- Richter, Johann Sophian Christian (1875–1951), deutscher Politiker (Zentrum), MdR
- Richter, Johann Thomas (1728–1773), kursächsischer Kammerrat, Kunst- und Altertumssammler
- Richter, Johann Zacharias (1696–1764), deutscher Handels- und Ratsherr sowie Kunstsammler
- Richter, Johanna (1858–1943), deutsche Opernsängerin (Koloratur-Sopran) und Gesangslehrerin
- Richter, Johanna (1871–1943), deutsche Politikerin
- Richter, Johannes (1842–1889), deutscher Architekt und Baubeamter
- Richter, Johannes (1863–1918), sächsischer Generalmajor
- Richter, Johannes (1878–1943), deutscher Tierarzt und Hochschullehrer
- Richter, Johannes (1882–1944), deutscher Pädagoge und Hochschullehrer an der Universität Leipzig
- Richter, Johannes (1889–1941), deutscher Schriftsteller
- Richter, Johannes (1895–1970), deutscher Journalist und Politiker (SPD), MdHB
- Richter, Johannes (1928–2014), deutscher Prähistoriker und Direktor des Vogtlandmuseums in Plauen
- Richter, Johannes (1934–2004), deutscher evangelisch-lutherischer Theologe und Autor
- Richter, Johannes (1951–2025), deutscher theoretischer Physiker
- Richter, Johannes (* 1993), deutscher Basketballspieler
- Richter, John H. (1901–1976), austroamerikanischer Agrarökonom
- Richter, Jonas (* 1997), deutscher Basketballspieler
- Richter, Jonathan (* 1985), dänischer Fußballspieler
- Richter, Jonti (* 1983), australischer Fußballspieler
- Richter, Jördis (* 1986), deutsche Schauspielerin
- Richter, Jörg (1939–2018), deutscher Psychologe, Politiker (SPD), Bezirksbürgermeister von Berlin-Pankow
- Richter, Jörg (* 1966), deutscher Regisseur, Drehbuchautor und Schauspieler
- Richter, Jörg Johannes (1937–2024), deutscher Bodenphysiker
- Richter, Josef (1934–2016), deutscher Maler und Grafiker
- Richter, Joseph (1749–1813), österreichischer Schriftsteller
- Richter, Judith (* 1978), deutsche SchauspielerinJudith Richter (* 1978)

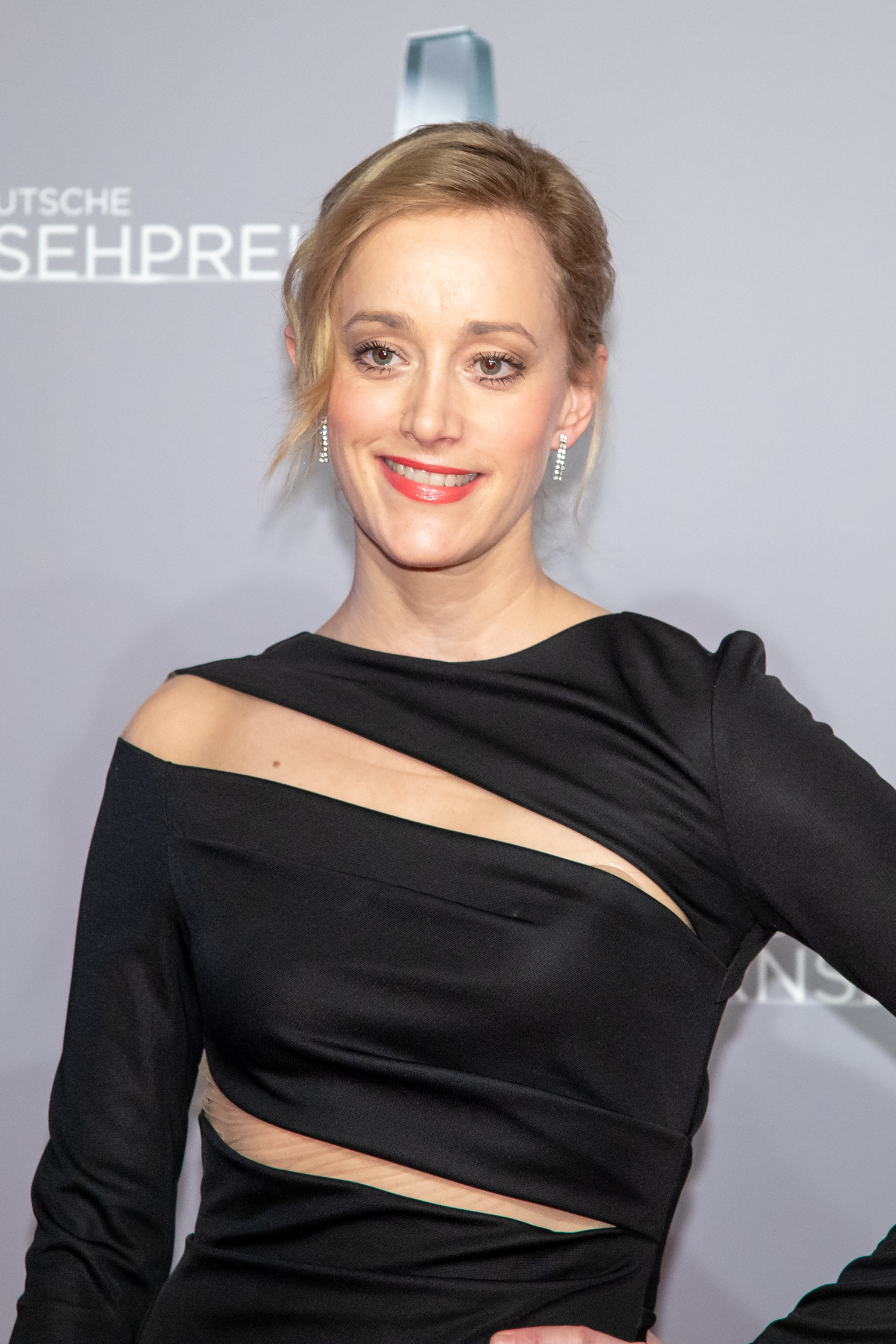
Judith Richter (* 1978)

- Richter, Julia (* 1970), deutsche Schauspielerin
- Richter, Julia (* 1988), deutsche Ruderin
- Richter, Julia Charlotte (* 1982), deutsche Videokünstlerin
- Richter, Julia Franz (* 1991), österreichische Schauspielerin
- Richter, Julien (* 1999), deutscher Fußballspieler
- Richter, Julius (1836–1909), deutscher Wechselmakler, Bankier und Unternehmer
- Richter, Julius (1862–1940), deutscher Missionswissenschaftler
- Richter, Julius Wilhelm Otto (1839–1924), deutscher Autor
- Richter, Julius Wilhelm Theophil von (1808–1892), deutschbaltischer Theologe
- Richter, Jürg (* 1963), Schweizer Numismatiker
- Richter, Jürgen (* 1953), deutscher Badmintonspieler
- Richter, Jürgen (* 1956), deutscher AWO-Funktionär, Frankfurt
- Richter, Jürgen (* 1958), deutscher Prähistoriker
- Richter, Jürgen (* 1961), deutscher Animator und Filmregisseur
- Richter, Jutta (* 1955), deutsche Kinder- und Jugendbuchautorin

###### Richter, K
- Richter, Kai (* 1969), deutscher Bildhauer
- Richter, Kamila B. (* 1976), tschechisch-deutsche Medienkünstlerin
- Richter, Karel Richard (1912–1941), sudetendeutscher Spion
- Richter, Karin (1943–2022), deutsche Germanistin und Literaturwissenschaftlerin
- Richter, Karl (1804–1869), deutscher römisch-katholischer Priester, Pädagoge und Abgeordneter in Westpreußen und Trier
- Richter, Karl (1829–1893), deutscher Montanindustrieller und Politiker, MdR
- Richter, Karl (* 1837), deutscher Schulmann und pädagogischer Schriftsteller
- Richter, Karl (1866–1927), österreichischer Apotheker und Politiker (DVP), Landtagsabgeordneter
- Richter, Karl (1875–1935), österreichischer Politiker (SDAP), Landtagsabgeordneter, Stadtrat in Wien
- Richter, Karl (1876–1959), schwedischer Sportschütze
- Richter, Karl (1887–1918), deutscher Turner
- Richter, Karl (1904–2005), deutscher Gewerkschaftsfunktionär und Politiker (SPD)
- Richter, Karl (1910–2005), US-amerikanischer Rabbiner deutscher Herkunft
- Richter, Karl (1926–1981), deutscher Chorleiter, Dirigent, Organist und Cembalist
- Richter, Karl (1927–1959), deutscher Maler, Künstler, Preisträger
- Richter, Karl (* 1936), deutscher Germanist, Hochschullehrer und Schriftsteller
- Richter, Karl (* 1948), deutscher Radsportler
- Richter, Karl (* 1958), deutscher Fußballspieler
- Richter, Karl (* 1962), deutscher Publizist, parlamentarischer Berater der NPD-Landtagsfraktion im sächsischen LandtagKarl Richter (* 1962)

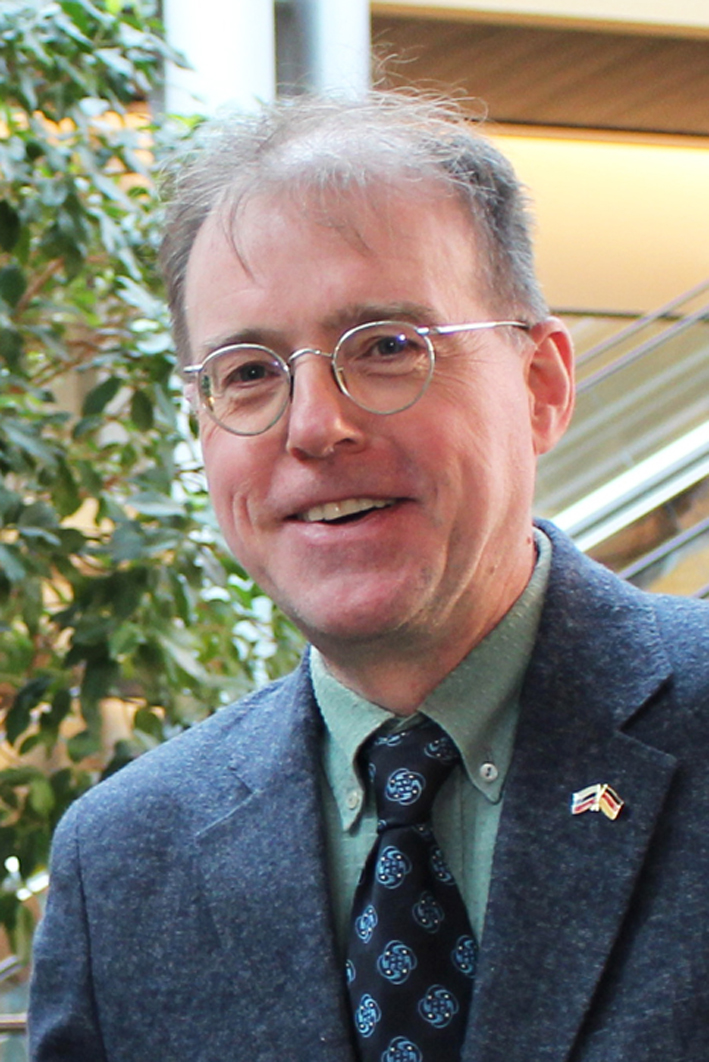
Karl Richter (* 1962)

- Richter, Karl Ernst (1795–1863), deutscher evangelischer Geistlicher, liberaler Publizist und Mitglied des Landtags
- Richter, Karl Friedrich (1776–1838), deutscher lutherischer Theologe und Schriftsteller
- Richter, Karl Gottlieb (1777–1847), deutscher Regierungsbeamter
- Richter, Karl-Gustav (* 1954), deutsch-schwedischer Eishockeyspieler
- Richter, Karl-Heinz (* 1946), deutscher Bildhauer
- Richter, Karl-Heinz (* 1946), deutscher Fluchthelfer und Autor
- Richter, Karlheinz (1928–2015), deutscher Mediziner und Hochschullehrer
- Richter, Karlheinz (1938–2011), deutscher Agrar- und Futterbauwissenschaftler und Hochschullehrer
- Richter, Karsten (* 1972), deutscher Leichtathlet
- Richter, Karsten (* 1980), deutscher Ingenieur und Regionalhistoriker
- Richter, Katharina, deutsche Opern- und Konzertsängerin
- Richter, Kathrin (* 1961), deutsche Drehbuchautorin und Regisseurin
- Richter, Kay-Sölve (* 1974), deutsche TV-Journalistin und ModeratorinKay-Sölve Richter (* 1974)

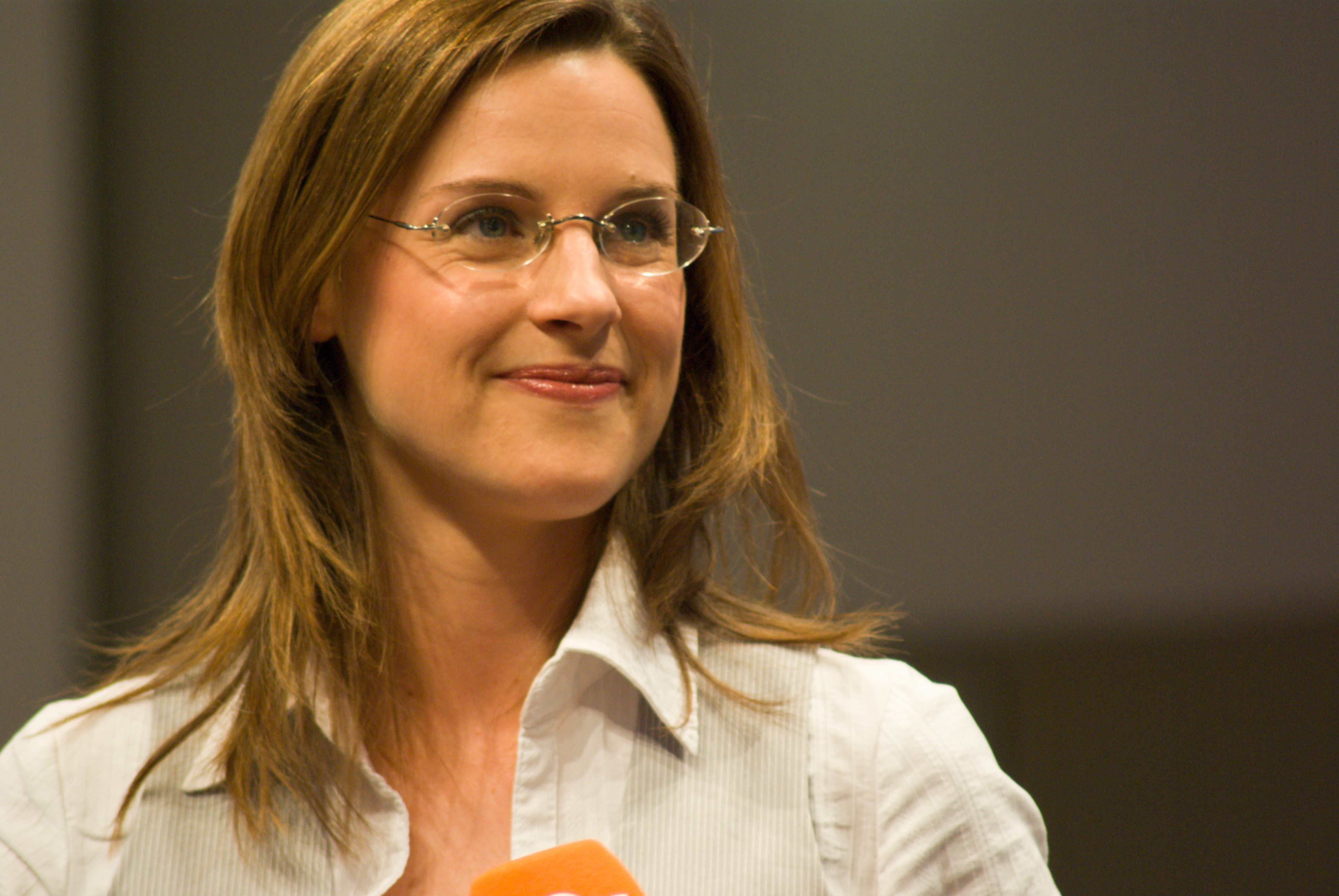
Kay-Sölve Richter (* 1974)

- Richter, Klaus (1887–1948), deutscher Maler und Schriftsteller
- Richter, Klaus (1923–2011), deutscher Pädagoge und Politiker (SPD), MdB
- Richter, Klaus (1936–2001), deutscher Buchautor, Biologe und Hochschullehrer
- Richter, Klaus (* 1947), deutscher Politiker (SPD), Landrat
- Richter, Klaus (* 1955), deutscher bildender Künstler und Kunstmanager
- Richter, Klaus (* 1962), deutscher theoretischer Physiker und Hochschullehrer
- Richter, Klaus (* 1965), deutscher Rechtswissenschaftler
- Richter, Klaus-Jürgen (1933–2005), deutscher Verkehrswissenschaftler und Hochschullehrer
- Richter, Klemens (* 1940), deutscher römisch-katholischer Theologe
- Richter, Knut (* 1943), deutscher Wirtschaftswissenschaftler und Hochschullehrer
- Richter, Knut (* 1960), deutscher Jazz-Gitarrist und Sänger
- Richter, Konrad (1903–1979), deutscher Geologe
- Richter, Konrad (1935–2024), deutscher Pianist, Liedbegleiter, Hochschullehrer und Rektor
- Richter, Kristina (* 1946), deutsche Handballspielerin
- Richter, Kurt († 1920), deutscher Theaterschauspieler und Regisseur
- Richter, Kurt (1885–1960), österreichischer Filmarchitekt
- Richter, Kurt (1900–1969), deutscher Schachspieler
- Richter, Kurt (1907–1984), deutscher Unterhaltungsmusiker
- Richter, Kurt (1919–1975), deutscher Jurist, Leiter der Ermittlungsabteilung des Ministeriums für Staatssicherheit
- Richter, Kurt (1921–1981), deutscher Stasi-Mitarbeiter, Leiter der Bezirksverwaltung Suhl
- Richter, Kurt Dietmar (1931–2019), deutscher Komponist und Dirigent

###### Richter, L
- Richter, Leo (1888–1958), deutscher Kunstmaler, Staffierer und Restaurator
- Richter, Leon (1907–1981), österreichisch-polnisch-deutscher Kaufmann und Rabbi
- Richter, Leonhard von (1778–1823), russischer Generalmajor
- Richter, Leopold (1885–1941), deutscher Fußballspieler
- Richter, Leopoldo (1896–1984), deutscher Maler, Keramiker und Entomologe
- Richter, Les (1930–2010), US-amerikanischer American-Football-Spieler und Motorsportfunktionär
- Richter, Lina (1872–1960), deutsche Pädagogin und Lehrerin
- Richter, Liselotte (1906–1968), deutsche Philosophin und Theologin
- Richter, Lore (* 1985), deutsche Schauspielerin
- Richter, Lothar (1894–1948), deutsch-kanadischer Sozialrechtler, Ökonom und Hochschullehrer
- Richter, Lothar (1912–2001), deutscher Fußballspieler
- Richter, Lothar (* 1935), deutscher Fußballtorwart
- Richter, Lou (* 1960), deutscher FernsehmoderatorLou Richter (* 1960)

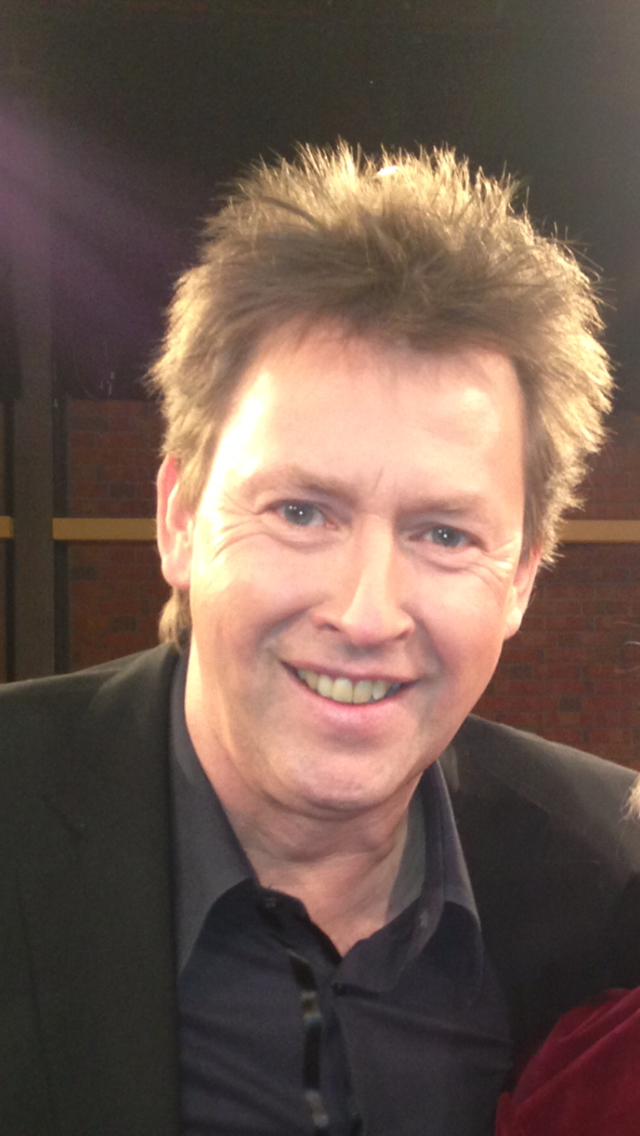
Lou Richter (* 1960)

- Richter, Ludwig (1803–1884), deutscher MalerLudwig Richter (1803–1884)

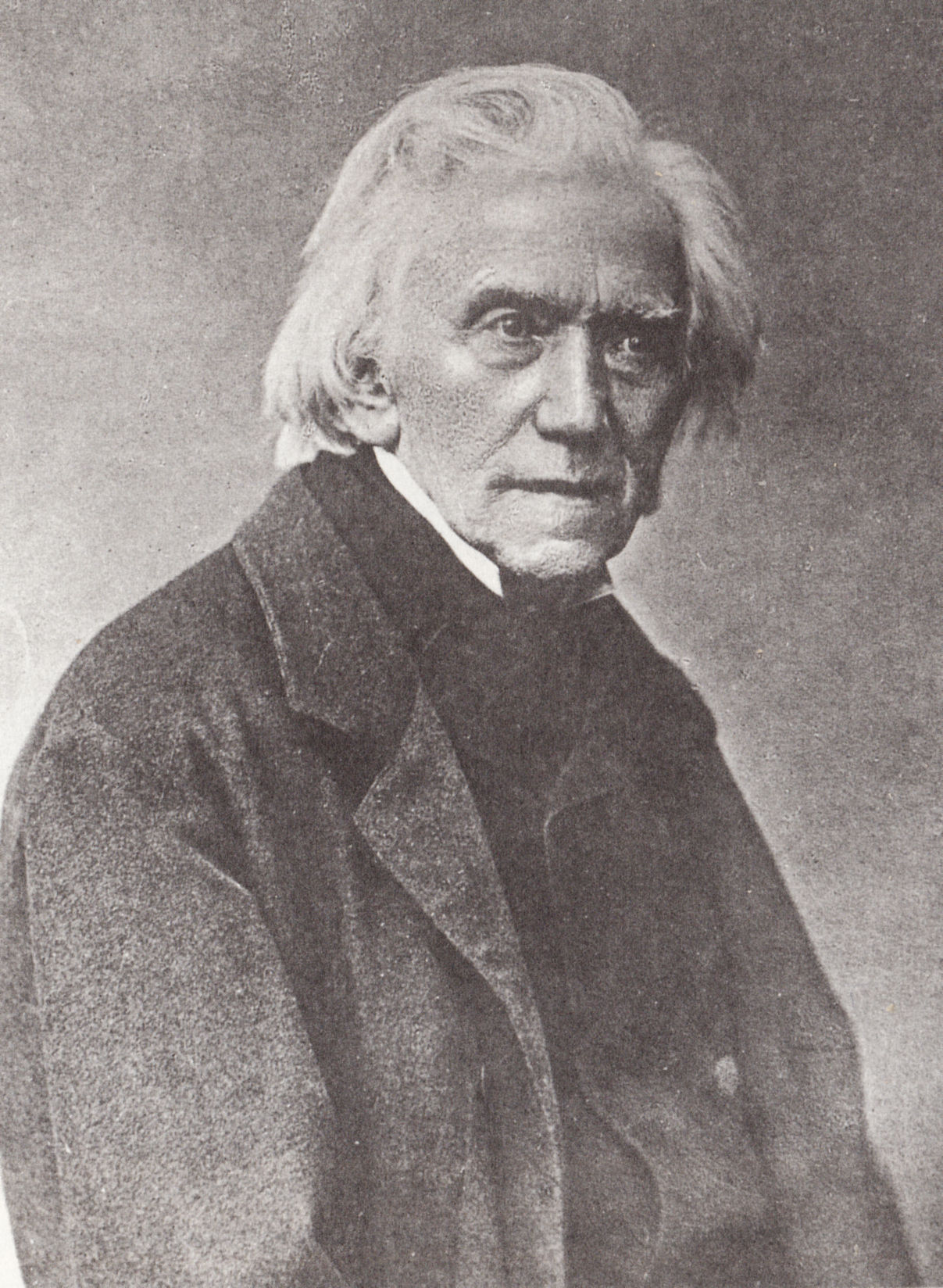
Ludwig Richter (1803–1884)

- Richter, Ludwig (1855–1925), österreichischer Architekt des Historismus
- Richter, Ludwig (1888–1970), österreichischer Maschinenbauer und Hochschullehrer
- Richter, Ludwig (1934–2022), deutscher Slawist, Literaturwissenschaftler, Übersetzer
- Richter, Luisa (1928–2015), deutsch-venezolanische Malerin
- Richter, Lukas (1923–2000), deutscher Musikwissenschaftler
- Richter, Lutz (1891–1945), deutscher Rechtswissenschaftler
- Richter, Lutz (* 1971), deutscher Hochschullehrer
- Richter, Lutz (* 1974), deutscher Politiker (Die Linke, BSW), MdL

###### Richter, M
- Richter, Magdalena (* 1992), deutsche Fußballspielerin
- Richter, Manfred (1905–1990), deutscher Farbtheoretiker und Physiker
- Richter, Manfred (1929–2023), deutscher Schriftsteller, Drehbuchautor und Dramaturg
- Richter, Manfred (* 1934), deutscher Diplomat, Botschafter der DDR
- Richter, Manfred (* 1935), deutscher evangelischer Theologe, Erwachsenenpädagoge, Comeniusforscher und Ökumeniker
- Richter, Manfred (* 1940), deutscher Motorbootrennfahrer
- Richter, Manfred (1941–1995), deutscher Fußballspieler
- Richter, Manfred (1944–2012), deutscher Schauspieler und Synchronsprecher
- Richter, Manfred (* 1948), deutscher Politiker (FDP), MdBB, MdB
- Richter, Manfred (* 1951), deutscher Politiker (SPD), MdL
- Richter, Marc (* 1999), deutscher Fußballspieler
- Richter, Marcel Wilhelm (1886–1966), deutscher Maler und Grafiker
- Richter, Marco (* 1995), österreichischer Eishockeyspieler
- Richter, Marco (* 1997), deutscher FußballspielerMarco Richter (* 1997)

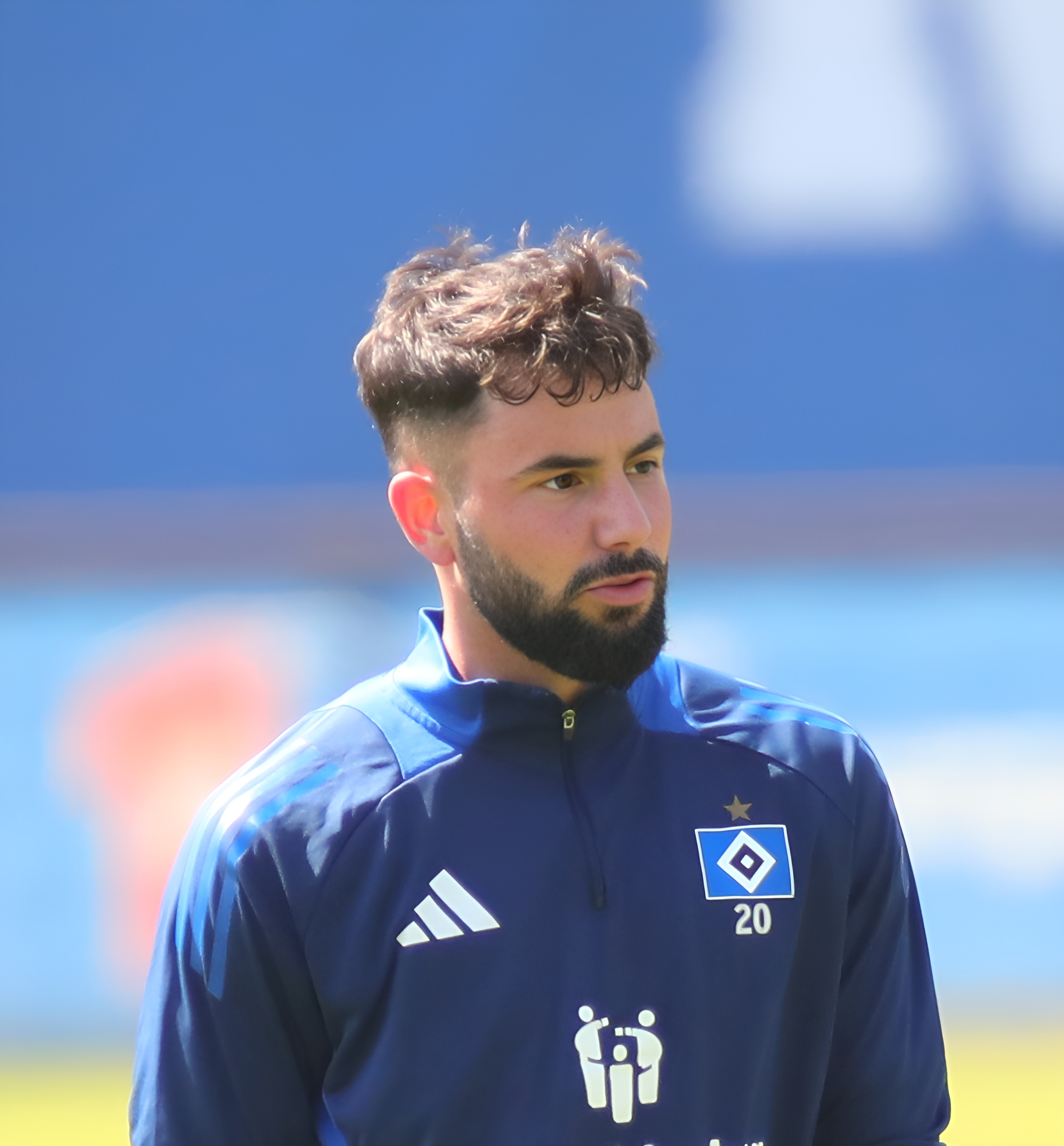
Marco Richter (* 1997)

- Richter, Marcus, deutscher Moderator und Redakteur
- Richter, Marcus (* 1973), deutscher American-Football-Spieler
- Richter, Markus (* 1972), deutscher Roman-, Sach- und Kinderbuchautor
- Richter, Markus (* 1976), deutscher Verwaltungsjurist
- Richter, Martin (1869–1930), deutscher Verwaltungsjurist, zuletzt Präsident der Klosterkammer Hannover
- Richter, Martin (1886–1954), deutscher Politiker (CDU)
- Richter, Martin (* 1915), deutscher NDPD-Funktionär, MdV
- Richter, Martin (* 1930), deutscher Geschichtsmethodiker
- Richter, Martin (* 1943), deutscher Ökonom
- Richter, Martin (* 1976), deutscher Filmproduzent
- Richter, Martin (* 1977), tschechischer Eishockeyspieler
- Richter, Martinus (* 1968), deutscher Chirurg
- Richter, Mathias (* 1967), deutscher Volkswirt, politischer Beamter und Politiker (FDP)
- Richter, Matthias (* 1957), deutscher Literaturwissenschaftler
- Richter, Max (1856–1921), deutscher Ministerialbeamter
- Richter, Max (1881–1945), deutscher Gewerkschafter und Politiker (SPD), MdR
- Richter, Max (1887–1978), deutscher Politiker (DVP), MdR
- Richter, Max (1900–1983), deutscher Geologe und Paläontologe
- Richter, Max (* 1966), britischer KomponistMax Richter (* 1966)

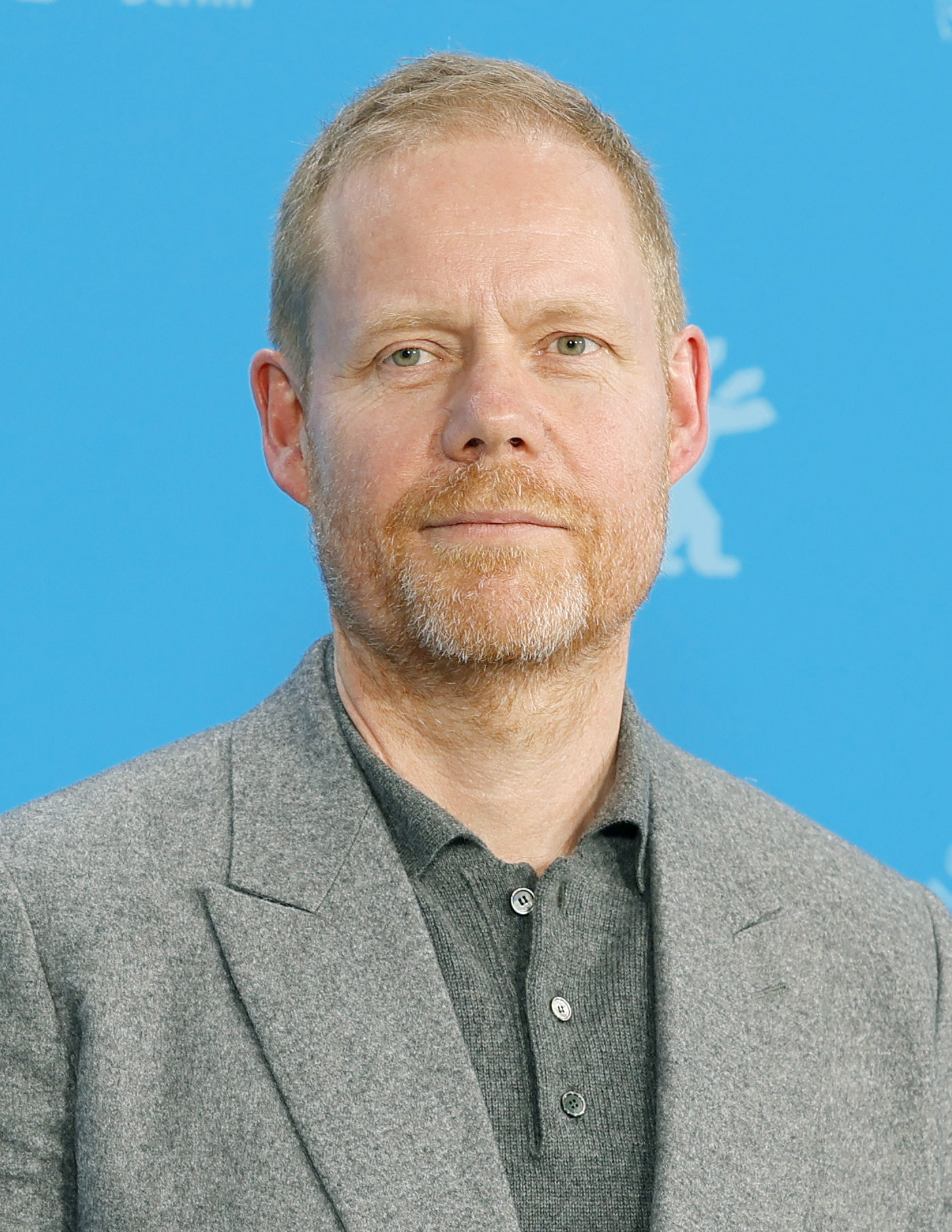
Max Richter (* 1966)

- Richter, Maximilian (1842–1908), deutscher evangelischer Feldpropst
- Richter, Maxwell (* 1982), deutscher Schauspieler
- Richter, Michael (* 1942), deutscher Dialogbuchautor und Dialogregisseur
- Richter, Michael (1943–2011), deutscher Historiker
- Richter, Michael (* 1946), deutscher Geograph
- Richter, Michael (* 1952), deutscher Zeithistoriker und Aphoristiker
- Richter, Michael (* 1954), deutscher Politiker (CDU), Finanz- und Innenminister in Sachsen-Anhalt
- Richter, Michael (* 1965), deutscher Fußballspieler und Journalist
- Richter, Michael (* 1978), deutscher Schachspieler
- Richter, Michal (* 1959), tschechischer Lichtdesigner und Setdesigner
- Richter, Mike (* 1966), US-amerikanischer Eishockeyspieler
- Richter, Mike (* 1970), deutscher Industriedesigner und Hochschullehrer
- Richter, Milan (* 1948), slowakischer Schriftsteller, Dramatiker, Übersetzer und Verleger
- Richter, Miloslav (* 1955), tschechischer Klarinettist, Komponist, Musikwissenschaftler und -pädagoge

###### Richter, N
- Richter, Nico (1915–1945), niederländischer Komponist
- Richter, Nicolas (* 1973), Journalist
- Richter, Nikola (* 1976), deutsche SchriftstellerinNikola Richter (* 1976)

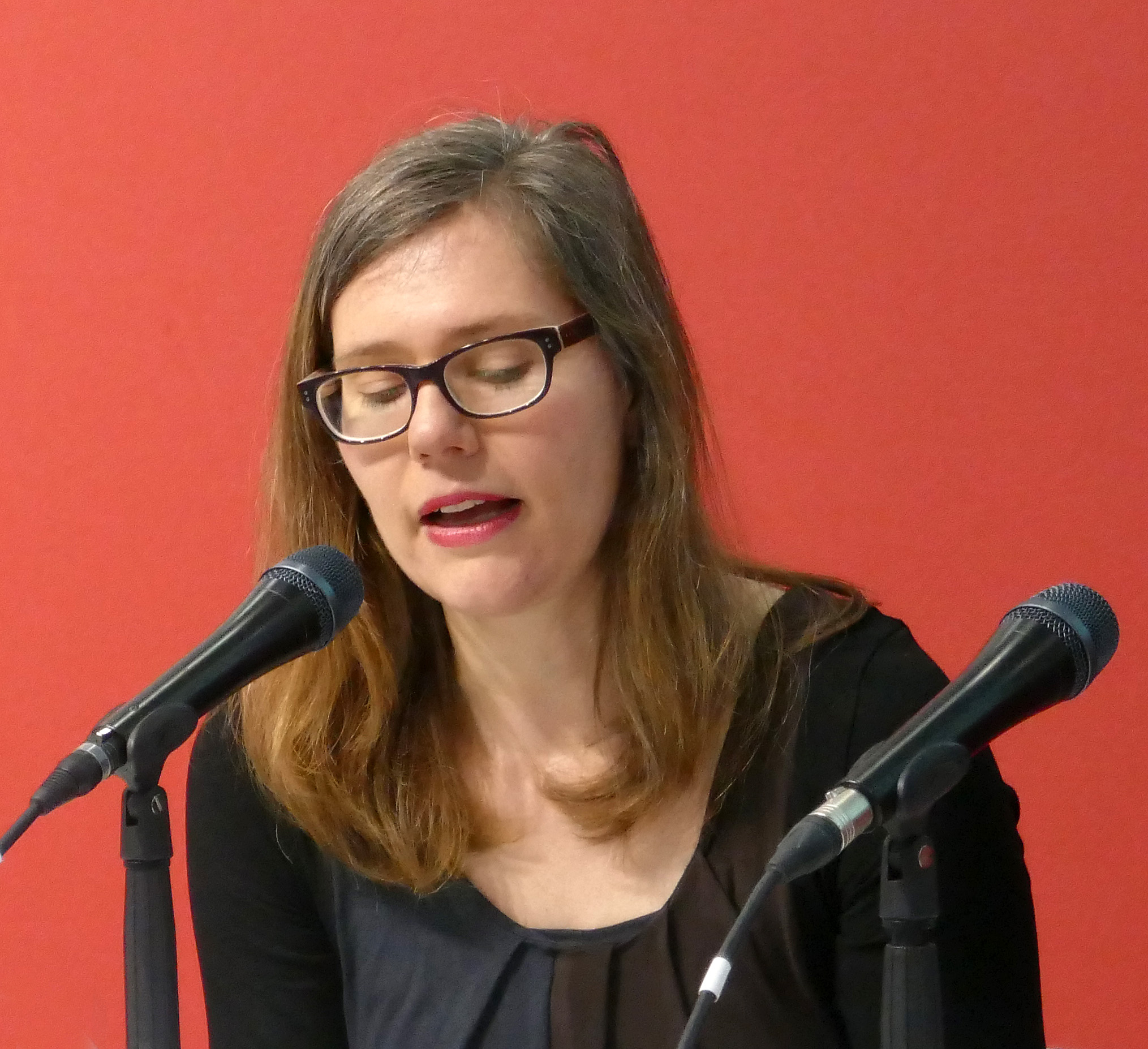
Nikola Richter (* 1976)

- Richter, Nikolaus (1910–1980), deutscher Astronom

###### Richter, O
- Richter, Ole (1829–1888), norwegischer Jurist, Redakteur und Politiker, Mitglied des Storting
- Richter, Oscar Bernhard (1823–1905), deutscher Optiker, Unternehmer und Mäzen
- Richter, Oswald (1878–1955), österreichischer Botaniker
- Richter, Otmar (1938–2023), deutscher Schauspieler, Hörspielsprecher und Drehbuchautor
- Richter, Otto (1843–1918), deutscher Klassischer Archäologe und Gymnasialdirektor
- Richter, Otto (1852–1922), deutscher Archivar, Bibliothekar und Historiker
- Richter, Otto (1854–1933), deutscher Jurist und Ministerialbeamter
- Richter, Otto (1865–1936), deutscher Chorleiter und Komponist
- Richter, Otto (1867–1941), deutscher Bildhauer
- Richter, Otto (1872–1927), deutscher Politiker (SPD)
- Richter, Otto (* 1873), deutscher Politiker (SPD), MdL (Königreich Sachsen)
- Richter, Otto (1875–1919), österreichischer Architekt
- Richter, Otto Christoph von (1678–1729), livländischer Landespolitiker
- Richter, Otto Friedrich von (1791–1816), Philologe und Forschungsreisender
- Richter, Otto Moritz von (1824–1892), livländischer Landespolitiker, Landrat und Mitglied des russischen Staatsrats
- Richter, Otto von (1755–1826), livländischer Landespolitiker
- Richter, Otto von (1830–1908), deutsch-baltischer Edelmann und General der Infanterie in der kaiserlich-russischen Armee

###### Richter, P
- Richter, Pascal (* 1963), deutscher Diplomat
- Richter, Pascal (* 1996), deutscher Fußballspieler
- Richter, Patrick (* 1985), deutscher Filmemacher, Regisseur, Kameramann und Editor
- Richter, Paul (1856–1939), deutscher Reichsanwalt und Senatspräsident beim Reichsgericht
- Richter, Paul (1859–1944), deutscher Architekt
- Richter, Paul (1866–1939), deutscher Archivar
- Richter, Paul (1873–1945), deutscher Arzt und Schriftsteller
- Richter, Paul (1874–1972), deutscher Kunstmaler und Buchillustrator
- Richter, Paul (1875–1950), siebenbürgisch-sächsischer Komponist, Dirigent, Pianist und Organist
- Richter, Paul (1877–1958), österreichischer Politiker (SdP), Abgeordneter zum Nationalrat
- Richter, Paul (1889–1961), österreichischer SchauspielerPaul Richter (1889–1961)

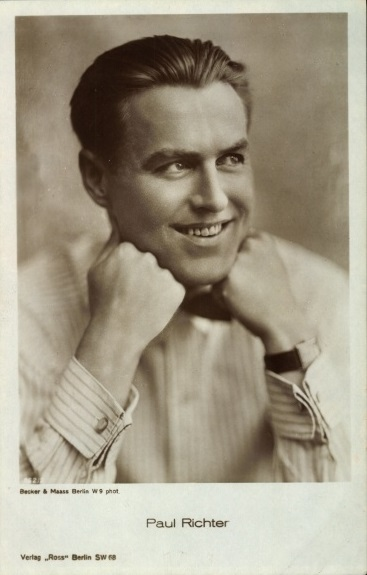
Paul Richter (1889–1961)

- Richter, Paul (1894–1942), deutscher lutherischer Pfarrer, Märtyrer der Bekennenden Kirche
- Richter, Paul (1903–1963), deutscher Politiker (SPD)
- Richter, Paul von (1848–1925), preußischer Generalmajor und Kommandeur der 8. Feldartillerie-Brigade
- Richter, Pavel (* 1954), tschechischer Eishockeyspieler
- Richter, Pavel (* 1969), deutscher Manager und Sachbuchautor
- Richter, Peer, deutscher Popsänger
- Richter, Peggy (* 1973), deutsche Badmintonspielerin
- Richter, Peter (1705–1782), deutscher Kauf- und Handelsmann sowie Rittergutsbesitzer
- Richter, Peter (1750–1805), deutscher Baumeister
- Richter, Peter (* 1928), deutscher Gartenbauwissenschaftler
- Richter, Peter (* 1939), deutscher Fußballspieler
- Richter, Peter (* 1939), deutscher Pharmazeut und Hochschullehrer
- Richter, Peter (* 1941), deutscher Fußballspieler
- Richter, Peter (* 1943), deutscher Psychologe
- Richter, Peter (1945–2015), deutscher Physiker und Hochschullehrer
- Richter, Peter (* 1949), deutscher Systemanalytiker, Wirtschaftsingenieur und Architekt; Hochschullehrer
- Richter, Peter (* 1955), deutscher Radrennfahrer
- Richter, Peter (* 1973), deutscher Schriftsteller
- Richter, Peter (* 1985), deutscher Jurist und Politiker (Die Heimat)Peter Richter (* 1985)

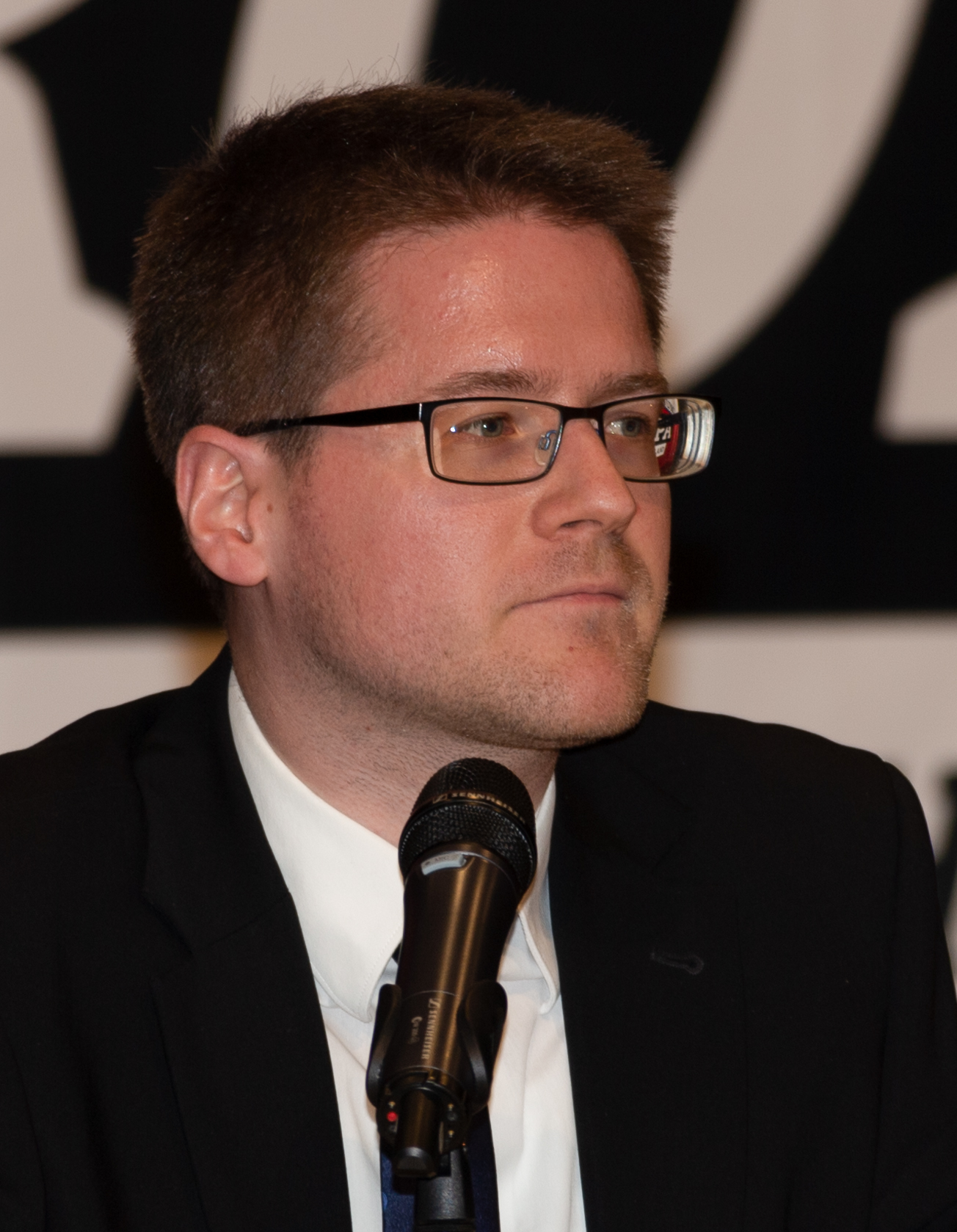
Peter Richter (* 1985)

- Richter, Peter G. (* 1949), deutscher Psychologe
- Richter, Philipp (* 1972), deutscher Astrophysiker
- Richter, Philipp (* 1981), deutscher Schauspieler, Sprecher, Comedian und Sänger
- Richter, Pim, deutscher Drehbuchautor und Regisseur

###### Richter, R
- Richter, Rainer (* 1947), deutscher Psychotherapeut, Hochschullehrer und Kammerfunktionär
- Richter, Rainer G. (* 1943), deutscher Kunsthistoriker und Museumsmitarbeiter
- Richter, Ralf (1931–2021), deutscher Jurist und Hochschullehrer
- Richter, Ralf (* 1957), deutscher Schauspieler
- Richter, Raoul (1871–1912), deutscher Philosoph und Hochschullehrer
- Richter, Raphaela (* 1997), deutsche Mountainbikerin
- Richter, Raúl (* 1987), deutscher Schauspieler, Moderator und SynchronsprecherRaúl Richter (* 1987)

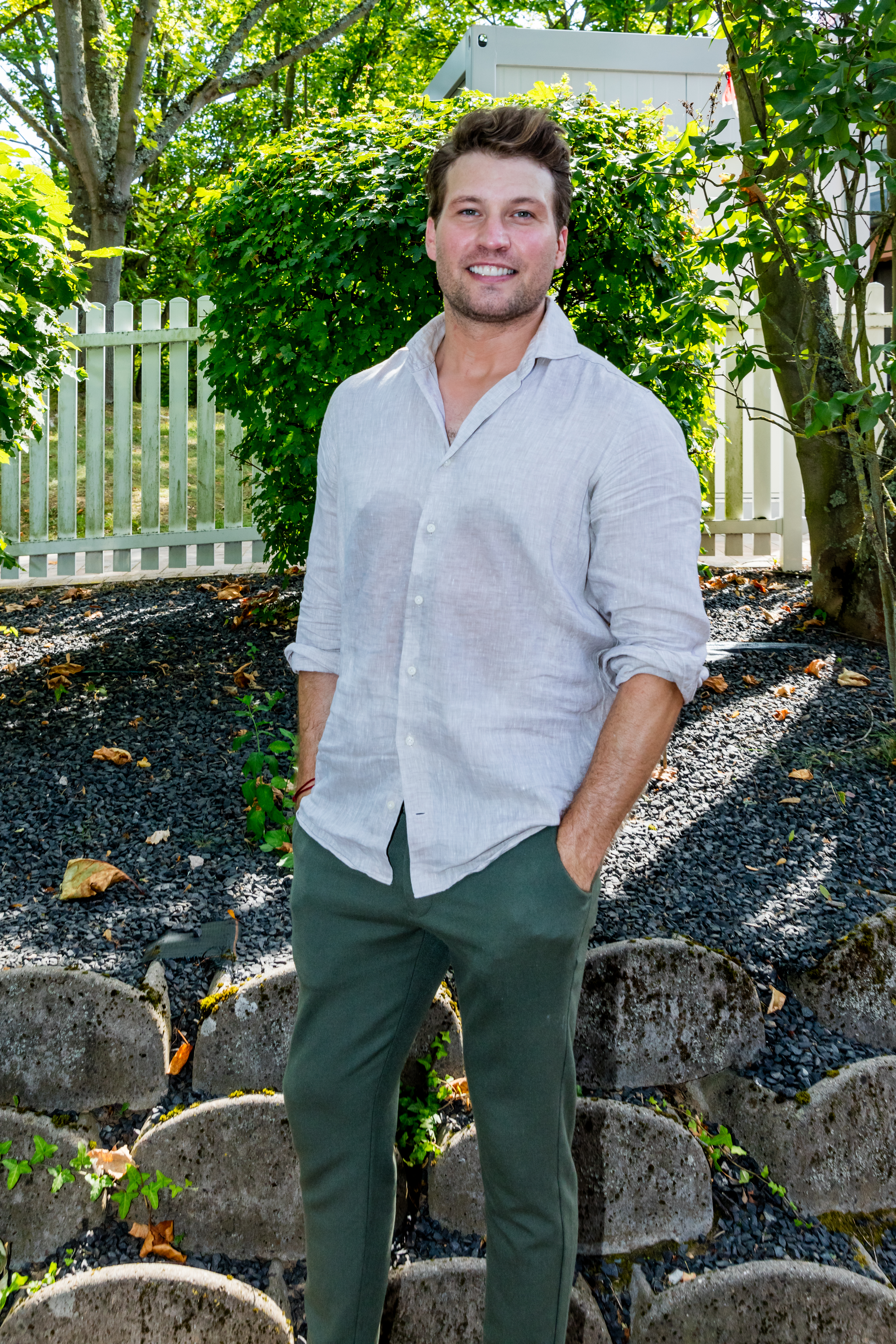
Raúl Richter (* 1987)

- Richter, Regina, deutsche Opernsängerin (Mezzosopran)
- Richter, Reginald (* 1931), österreichisch-deutscher Künstler (Glasgestalter)
- Richter, Reinhard, deutscher Fußballspieler
- Richter, Reinhard (1813–1884), deutscher Geologe und Paläontologe
- Richter, Reinhard (* 1941), deutscher Politiker (SPD) und MdHB
- Richter, Reinhardt (1928–2004), deutscher evangelischer Theologe und Generalsuperintendent
- Richter, Reinhold (1926–2012), deutscher Ingenieur und Hochschullehrer
- Richter, Renate (* 1938), deutsche Schauspielerin
- Richter, René (* 1967), deutscher Radrennfahrer
- Richter, René (* 1969), deutscher Kameramann
- Richter, Ricardo (* 1988), deutscher Schauspieler und Synchronsprecher
- Richter, Riccarda (* 1995), deutsche Schauspielerin
- Richter, Rich (* 1937), deutscher Modefotograf
- Richter, Richard (1839–1901), deutscher Pädagoge
- Richter, Richard (1847–1914), preußischer Generalleutnant
- Richter, Richard (1892–1970), deutscher Dirigent
- Richter, Richard (1906–1970), deutscher Arzt und Dermatologe
- Richter, Richard, deutscher Politiker (DBD), MdV
- Richter, Richard (* 1965), tschechischer Eishockeyspieler
- Richter, Robert (1823–1871), deutscher Chemiker und Hochschullehrer
- Richter, Robert (1899–1972), deutscher Kameramann, Filmproduzent, Maschinenbauingenieur und Unternehmer
- Richter, Robert (1929–2025), US-amerikanischer Regisseur und Filmproduzent
- Richter, Robsie (* 1964), deutscher Autor, Lyriker, Verleger und Musiker
- Richter, Roland (* 1957), deutscher Politiker (CDU), MdB
- Richter, Roland (* 1963), deutscher Politiker (CSU), MdL
- Richter, Roland R. (* 1934), deutscher Maler, Grafiker und Hochschullehrer
- Richter, Roland Suso (* 1961), deutscher FilmregisseurRoland Suso Richter (* 1961)

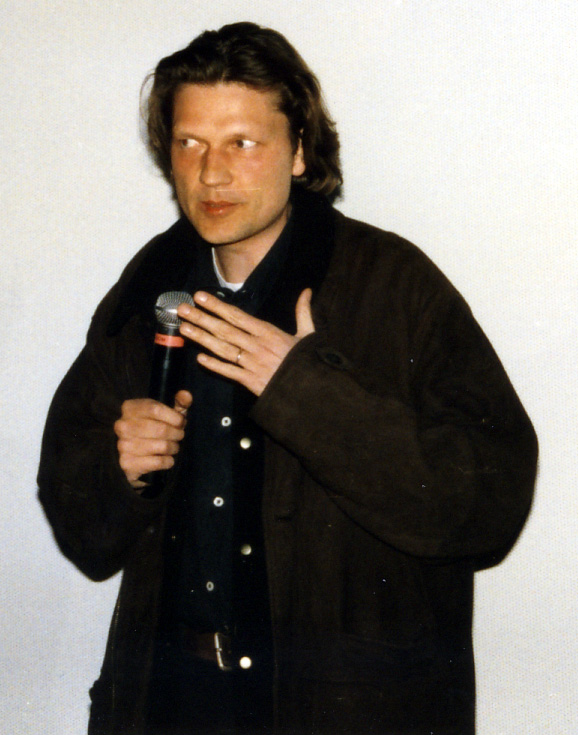
Roland Suso Richter (* 1961)

- Richter, Rolf (1932–1992), deutscher Filmpublizist, Filmwissenschaftler, Autor und Maler
- Richter, Rolf (1936–2018), deutscher Philologe und Germanist
- Richter, Rolf (1941–1988), deutscher Schachkomponist
- Richter, Rolf (1945–2009), deutscher Historiker
- Richter, Rolf (* 1966), deutscher Kommunalpolitiker (CDU), Bürgermeister
- Richter, Ronald (1909–1991), österreichischer Physiker
- Richter, Rosa Matilda (1862–1937), deutsch-englische Zirkusartistin
- Richter, Rotraut (1913–1947), deutsche Bühnen- und Filmschauspielerin
- Richter, Rudi (1906–1986), deutscher Architekt
- Richter, Rudi (1927–2011), deutscher Politiker (CSU), MdL
- Richter, Rudolf (1877–1957), deutscher Ingenieur der Elektrotechnik und Hochschullehrer
- Richter, Rudolf (1881–1957), deutscher Paläontologe
- Richter, Rudolf (* 1926), deutscher Ökonom, emeritierter Professor der Volkswirtschaftslehre
- Richter, Rudolf (* 1952), österreichischer Soziologe und Hochschullehrer
- Richter, Rudolph von (1835–1919), deutscher Militärjurist

###### Richter, S
- Richter, Sabine (* 1966), deutsche Leichtathletin
- Richter, Sabrina (* 1982), deutsche Handballspielerin
- Richter, Samuel, deutscher Theologe, Alchemist und Rosenkreuzer
- Richter, Sandra (* 1973), deutsche Literatur- und PolitikwissenschaftlerinSandra Richter (* 1973)

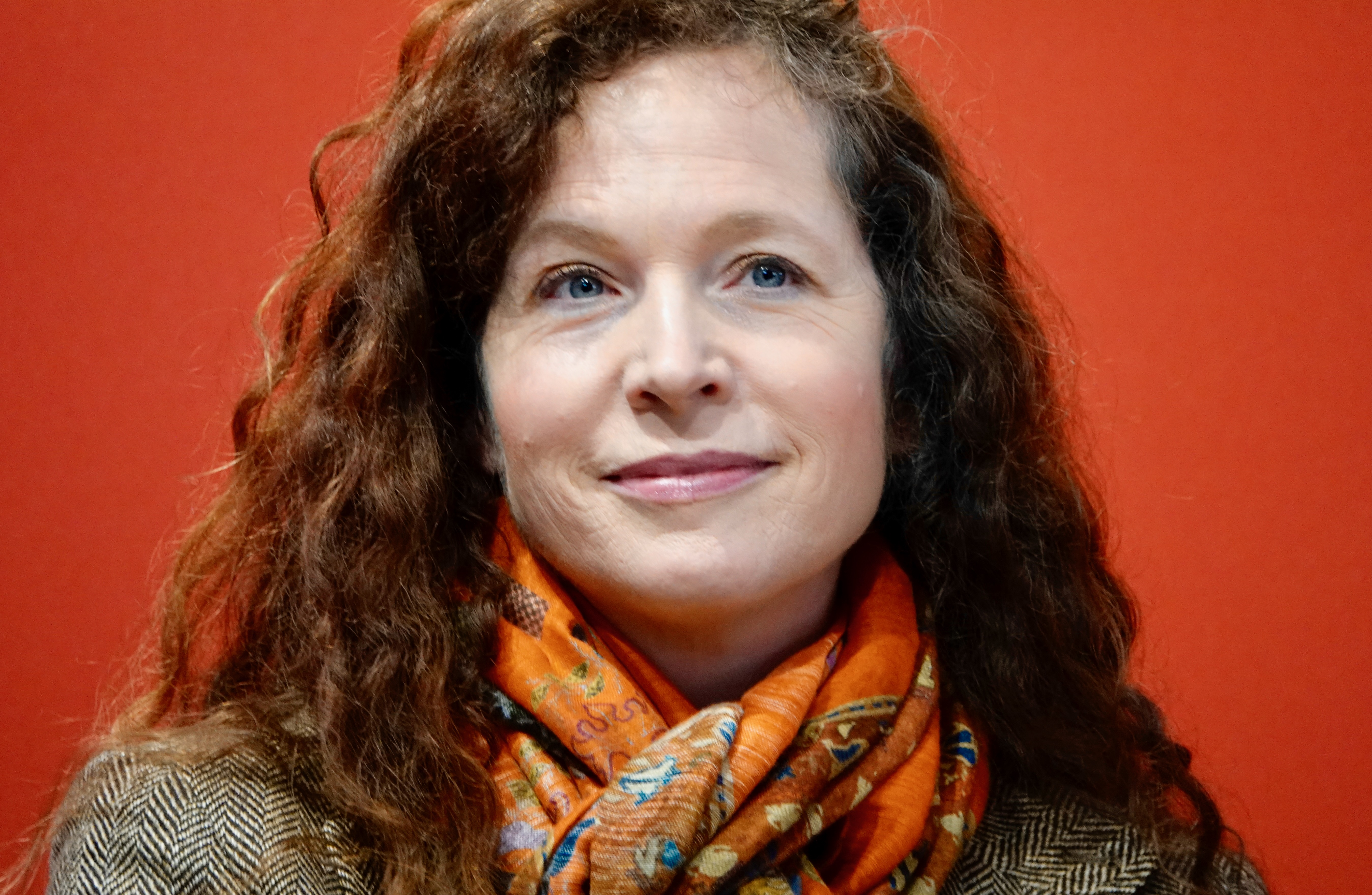
Sandra Richter (* 1973)

- Richter, Saskia (1978–2015), deutsche Politikwissenschaftlerin
- Richter, Sebastian (* 1963), deutscher Kameramann
- Richter, Sebastian, deutscher Politiker (NPD) und Neonazi-Kader
- Richter, Siegfried (1885–1972), deutscher Verwaltungsjurist und Landrat in Nabburg
- Richter, Siegfried (1922–2000), deutscher Unternehmer, Mäzen und Träger des Bundesverdienstordens
- Richter, Siegfried G. (* 1960), deutscher Koptologe
- Richter, Simon (* 1985), dänisch-gambischer Fußballspieler
- Richter, Simona (* 1972), rumänische Judoka
- Richter, Solveig, deutsche Politikwissenschaftlerin und Hochschullehrerin
- Richter, Sonja (* 1974), dänische Schauspielerin
- Richter, Soraya (* 1996), deutsche Synchronsprecherin und Schauspielerin
- Richter, Sören (* 1984), deutscher Opern- und Konzertsänger
- Richter, Stefan (1861–1929), Politiker
- Richter, Stefan (* 1964), deutscher Zoologe
- Richter, Stefan (* 1980), deutscher Komponist, Sounddesigner, Musikproduzent und Gitarrist
- Richter, Steffi (* 1956), deutsche Japanologin
- Richter, Stephan (* 1950), deutscher JournalistStephan Richter (* 1950)

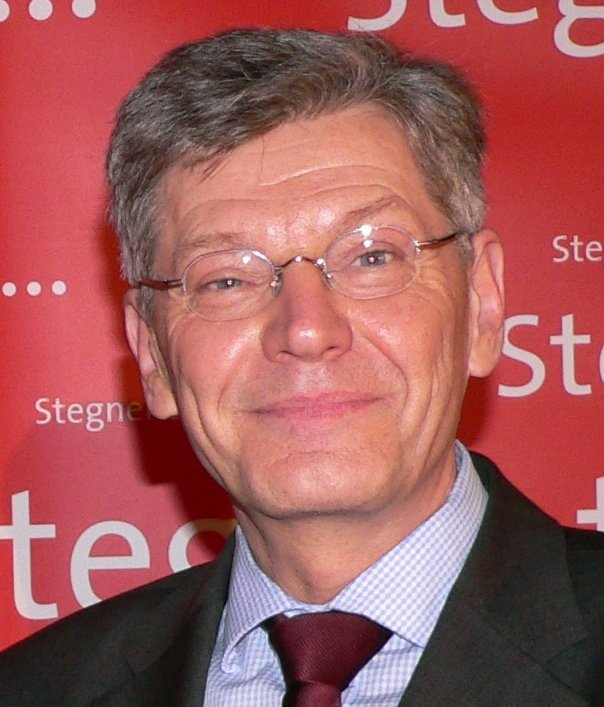
Stephan Richter (* 1950)

- Richter, Stephan (* 1967), deutscher Schauspieler
- Richter, Stephan (* 1980), deutscher Filmregisseur und Drehbuchautor
- Richter, Stephan-Götz (* 1959), deutscher Journalist
- Richter, Susan (* 1971), deutsche Historikerin
- Richter, Swjatoslaw Teofilowitsch (1915–1997), sowjetischer bzw. russischer PianistSwjatoslaw Teofilowitsch Richter (1915–1997)

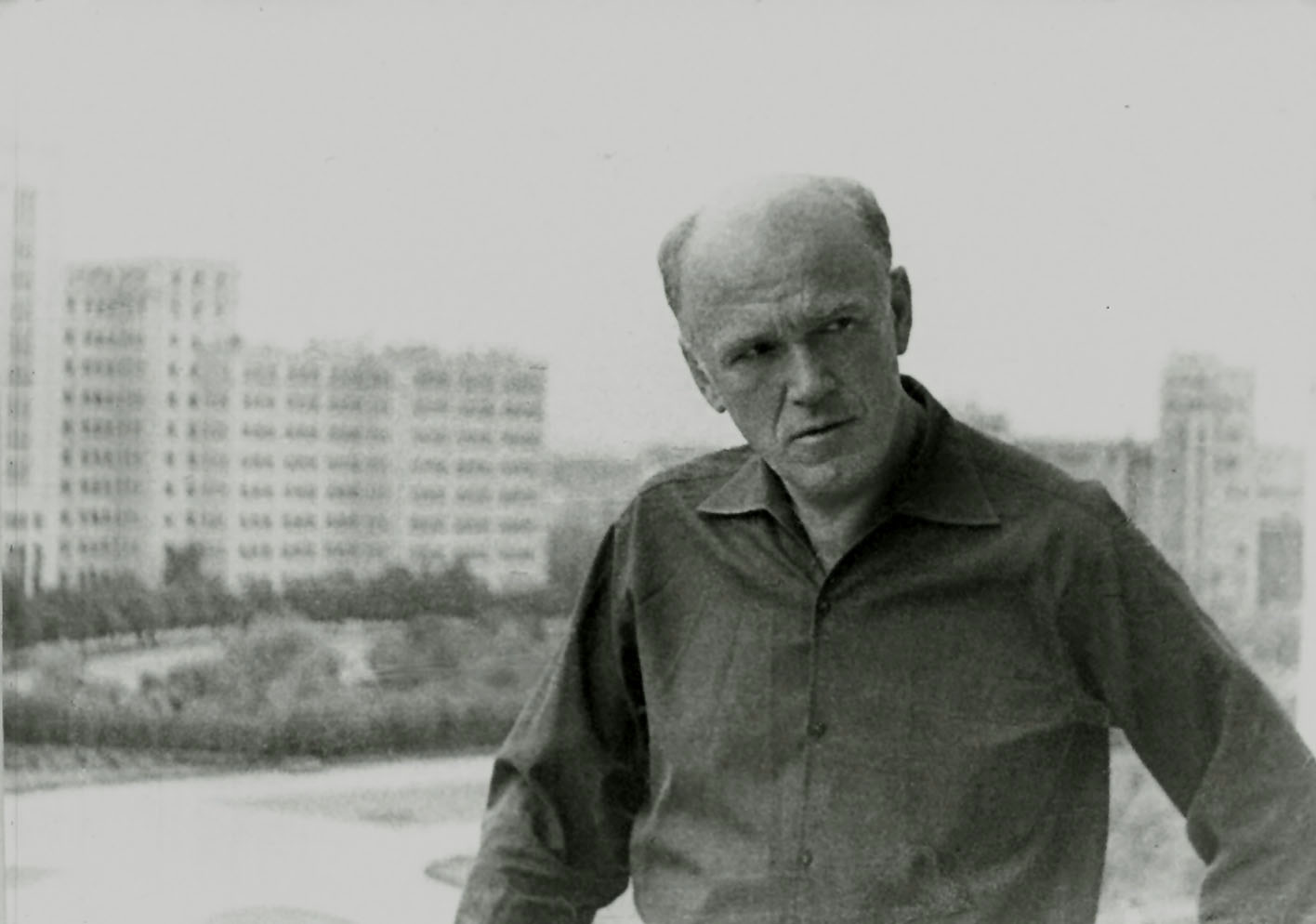
Swjatoslaw Teofilowitsch Richter (1915–1997)

###### Richter, T
- Richter, Thea (* 1945), deutsche Bildhauerin und Objektkünstlerin
- Richter, Thea, deutsche Filmeditorin
- Richter, Theodor (1824–1898), deutscher Chemiker und Mineraloge
- Richter, Theodor (1849–1917), sächsischer Landtagsabgeordneter (Königreich Sachsen) und Fabrikbesitzer
- Richter, Theodor Paul (1850–1923), sächsischer Generalleutnant
- Richter, Theodor von (1852–1925), livländischer Landespolitiker
- Richter, Theophil, böhmischer Schulmeister, kaiserlicher Zolleinnehmer, Gerichts- und Bergschreiber sowie Bergmeister
- Richter, Theophil (1872–1941), russlanddeutscher Musiker, Pädagoge und Komponist
- Richter, Thomas († 2022), deutscher Architekt, Maler und Bildhauer
- Richter, Thomas (1961–2014), deutscher Attentäter
- Richter, Thomas (* 1962), deutscher Fußballtorhüter
- Richter, Thomas (* 1965), deutscher Altorientalist
- Richter, Thomas (* 1965), deutscher Apotheker, Medizinhistoriker und Germanist
- Richter, Thomas (* 1967), deutscher Kunsthistoriker und Museumsdirektor
- Richter, Thomas (* 1967), deutscher Fußballspieler
- Richter, Thomas (* 1970), deutscher Fußballspieler
- Richter, Thomas (* 1973), deutscher Politikwissenschaftler
- Richter, Thomas (* 1980), deutscher Fußballtorwart
- Richter, Thomas (* 1983), deutscher Eishockeyspieler
- Richter, Thomas J. (* 1955), deutscher Maler und Grafiker
- Richter, Tim (* 1989), deutscher Eishockeyspieler
- Richter, Timo (* 1995), deutscher E-Sportler
- Richter, Tobias (* 1953), Schweizer Theaterintendant
- Richter, Ton (1919–2009), niederländischer Hockeyspieler
- Richter, Tonio Sebastian (* 1967), deutscher Ägyptologe und Koptologe
- Richter, Traute (1924–1986), deutsche Schauspielerin
- Richter, Trude (1899–1989), deutsche Literaturwissenschaftlerin

###### Richter, U
- Richter, Uli (1926–2021), deutscher Modeschöpfer
- Richter, Ulrike (* 1959), deutsche SchwimmerinUlrike Richter (* 1959)

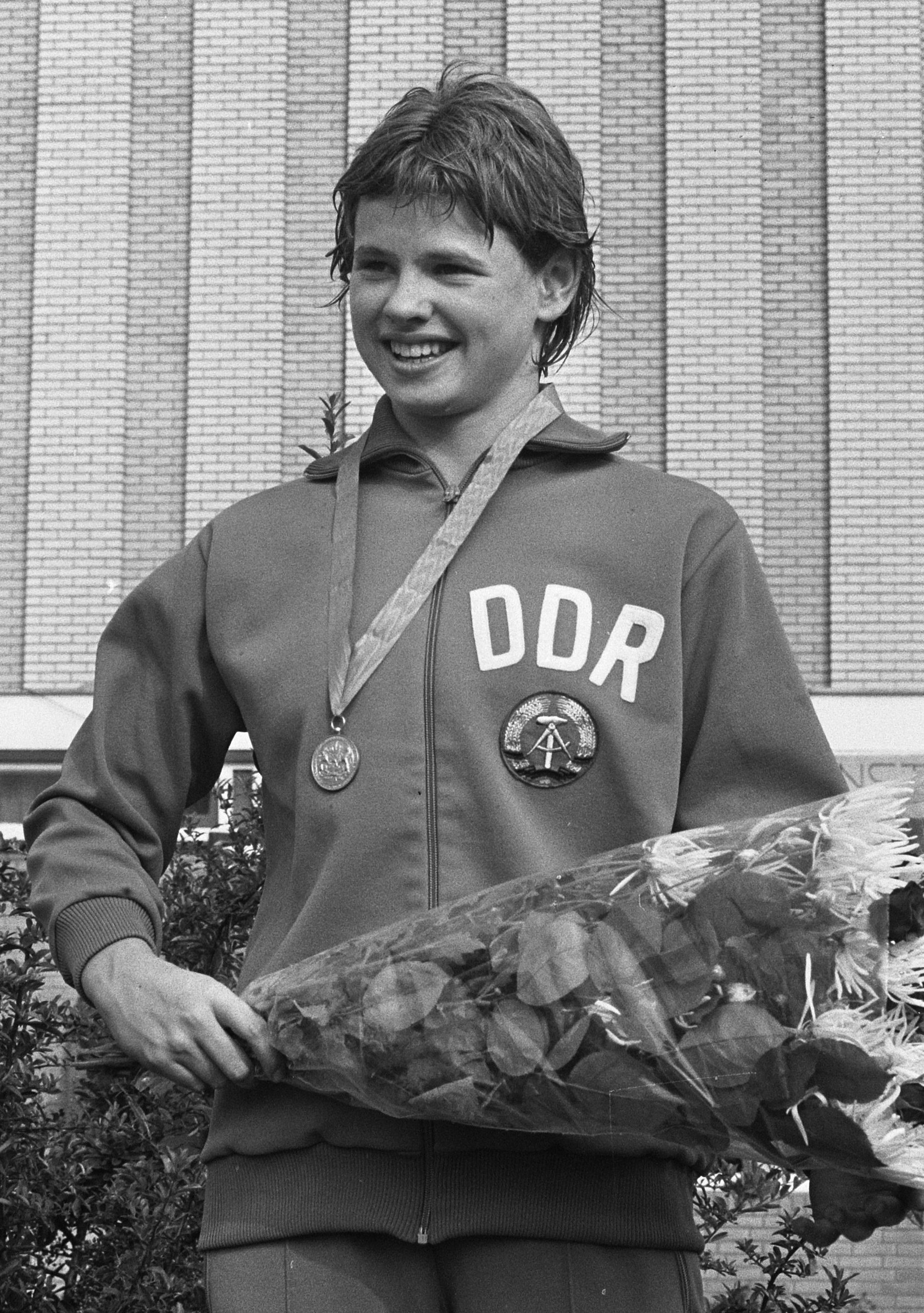
Ulrike Richter (* 1959)

- Richter, Ursula (1886–1946), deutsche Fotografin
- Richter, Ursula (* 1942), deutsche Soziologin
- Richter, Ute (* 1958), deutsche Speerwerferin
- Richter, Ute (* 1964), deutsche Bildende Künstlerin und Medienkünstlerin
- Richter, Utz (1927–2015), deutscher Schauspieler, Hörspielsprecher und Synchronsprecher

###### Richter, V
- Richter, Valentin (* 1994), deutscher Schauspieler
- Richter, Verena (* 1981), deutsche Autorin, Musikerin und Bühnenkünstlerin
- Richter, Vicki (* 1977), US-amerikanische Pornodarstellerin
- Richter, Victor von (1841–1891), deutscher Chemiker
- Richter, Viktor (* 1958), deutscher Diplomat
- Richter, Virginia (* 1964), deutsche Anglistin
- Richter, Vladimir (1925–2013), tschechischer Philosoph und Jesuit
- Richter, Volker (* 1964), deutscher Politiker (AfD), MdL

###### Richter, W
- Richter, W. D. (* 1945), US-amerikanischer Drehbuchautor und Regisseur
- Richter, Walter (1905–1985), deutscher SchauspielerWalter Richter (1905–1985)

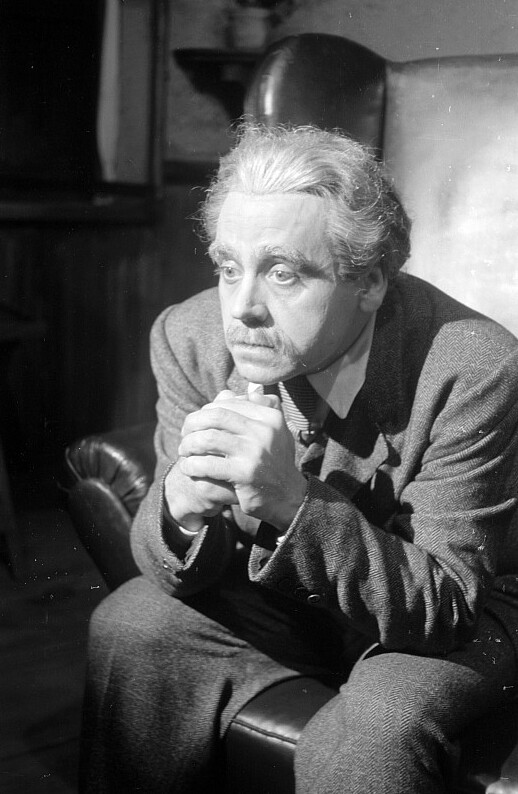
Walter Richter (1905–1985)

- Richter, Walter (1921–1999), deutscher Ingenieur und Hochschullehrer
- Richter, Wera (* 1969), stellvertretende Parteivorsitzende der Partei DKP, Chefredakteurin der UZ
- Richter, Wera Andrejewna (1936–2015), sowjetisch-russische Entomologin
- Richter, Werner (1887–1960), deutscher Germanist und Wissenschaftspolitiker
- Richter, Werner (1888–1969), deutscher Schriftsteller und Journalist
- Richter, Werner (1893–1944), deutscher Offizier, zuletzt Generalleutnant im Zweiten Weltkrieg
- Richter, Werner (1918–2004), deutscher Radrennfahrer
- Richter, Werner (1923–2012), deutscher Bildhauer
- Richter, Werner (1924–2010), deutscher Flötist, Musikpädagoge
- Richter, Werner (1931–2015), deutscher Ingenieur und Messtechniker
- Richter, Werner (* 1959), deutscher Jurist, Präsident des OLG Düsseldorf
- Richter, Wilfried (* 1936), deutscher Diplomat
- Richter, Wilhelm, deutscher Bildhauer in Danzig
- Richter, Wilhelm (1626–1702), sachsen-weimarischer Hofmaler
- Richter, Wilhelm (1824–1892), österreichischer Genremaler
- Richter, Wilhelm (1881–1976), deutscher Kommunalpolitiker und Polizeipräsident in Berlin
- Richter, Wilhelm (1892–1971), deutscher Offizier
- Richter, Wilhelm (1892–1944), deutscher Dermatologe
- Richter, Wilhelm (1901–1978), deutscher Pädagoge und Bildungshistoriker
- Richter, Wilhelm (1906–1978), deutscher Aerodynamiker und Hochschullehrer
- Richter, Will (1910–1984), deutscher Klassischer Philologe
- Richter, Willi (1894–1972), deutscher Politiker (SPD), MdB, MdEP und Vorsitzender des DGB
- Richter, Winfried (* 1941), deutscher Fußballspieler
- Richter, Woldemar (1866–1939), sächsischer Generalmajor
- Richter, Wolf-Wilhelm (* 1947), deutscher Jurist, Richter am Bundesverwaltungsgericht a. D.
- Richter, Wolfgang (1901–1958), deutscher Politiker (NSDAP), MdR und SA-Führer
- Richter, Wolfgang (1926–2015), deutscher Alttestamentler
- Richter, Wolfgang (1928–2004), deutscher Komponist
- Richter, Wolfgang (1935–2023), deutscher Klassischer Philologe
- Richter, Wolfgang (1940–2013), deutscher Festkörperphysiker
- Richter, Wolfgang (1940–2018), deutscher Autor und Mitgründer der Gesellschaft zum Schutz von Bürgerrecht und Menschenwürde
- Richter, Wolfgang (* 1945), deutscher Jurist und Politiker (FDP), MdL
- Richter, Wolfgang (* 1949), deutscher Oberst
- Richter, Wolfgang (* 1956), deutscher Brigadegeneral
- Richter, Wolfgang (* 1968), deutscher Schachspieler
- Richter, Wolfgang von (* 1940), deutscher Mammaloge und Ökologe
- Richter, Wolfram F. (* 1948), deutscher Volkswirt

###### Richter, Y
- Richter, Yann (1928–2008), Schweizer Politiker (FDP)
- Richter, Yvonne (* 1956), deutsche Künstlerin, Schriftstellerin und Illustratorin

##### Richter-

###### Richter-A
- Richter-Airijoki, Heide (* 1955), deutsche Politikerin (SPD), MdL
- Richter-Anschütz, Alfred (1888–1968), deutscher Theaterschauspieler und Regisseur
- Richter-Appelt, Hertha (* 1949), Psychologin und Sexualforscherin

###### Richter-B
- Richter-Berlin, Heinrich (1884–1981), deutscher Maler, Bühnenbildner und Mitbegründer der Neuen Secession in Berlin
- Richter-Bernburg, Gerhard (1907–1990), deutscher Geologe
- Richter-Bernburg, Lutz (* 1945), deutscher Islamwissenschaftler
- Richter-Brohm, Heinrich (1904–1994), deutscher Manager

###### Richter-D
- Richter-Damm, Hans (1881–1937), deutscher Maler

###### Richter-E
- Richter-Elsner, Fritz (1884–1970), deutscher Bildhauer

###### Richter-F
- Richter-Forgách, Thomas (* 1940), deutscher Bühnenbildner, Ausstatter und Theaterarchitekt

###### Richter-G
- Richter-Gebert, Jürgen (* 1963), deutscher Mathematiker

###### Richter-H
- Richter-Haaser, Hans (1912–1980), deutscher Pianist
- Richter-Hannes, Dolly (1933–2022), deutsche Juristin

###### Richter-K
- Richter-Karst, Heike (* 1960), deutsche Produzentin
- Richter-Kotowski, Cerstin (* 1962), deutsche Politikerin (CDU), MdACerstin Richter-Kotowski (* 1962)

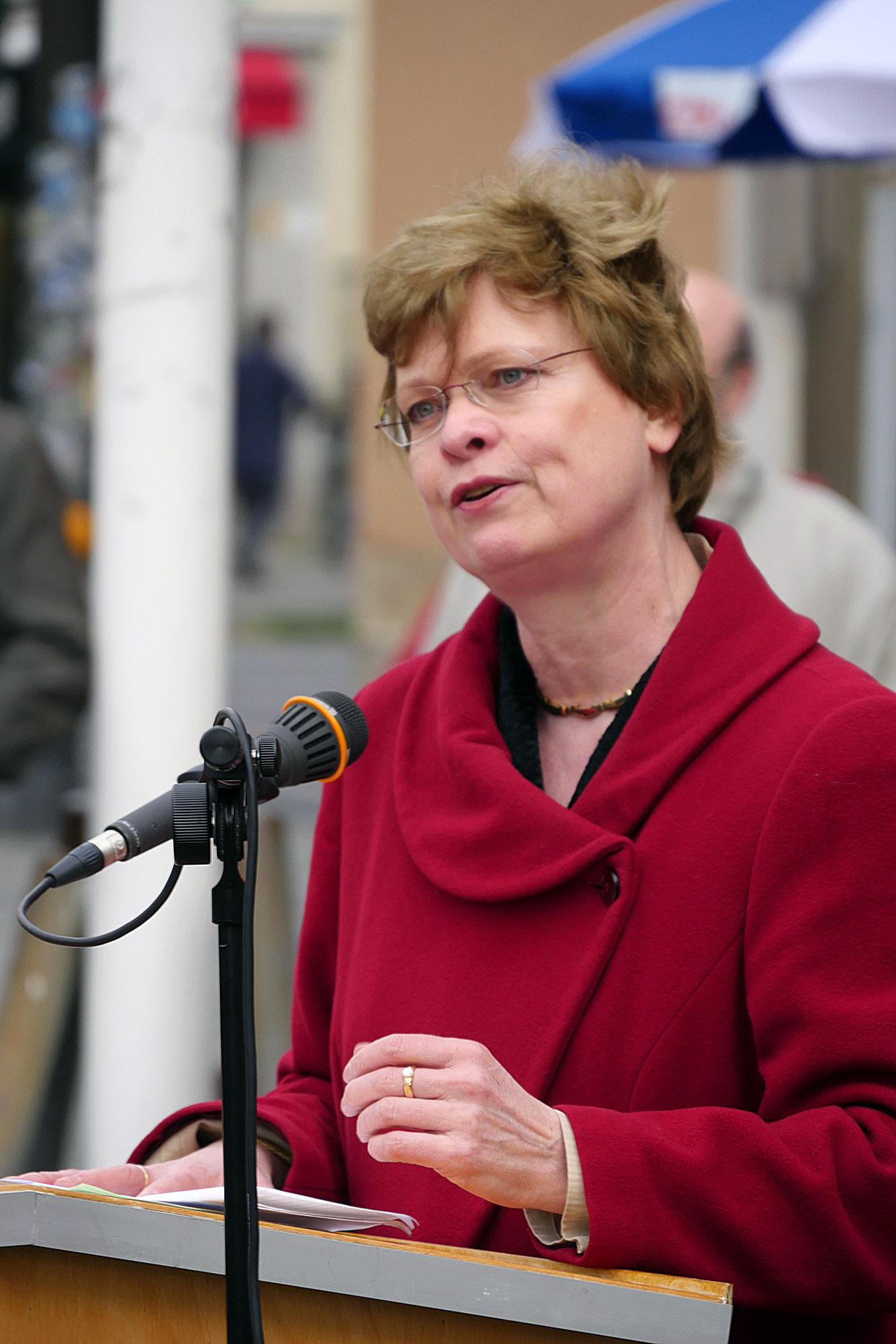
Cerstin Richter-Kotowski (* 1962)

###### Richter-L
- Richter-Lefensdorf, Hugo (1853–1904), deutscher Landschafts-, Bildnis- und Stilllebenmaler sowie Radierer
- Richter-Lohse, Käte (1904–1956), deutsche Malerin und Grafikerin
- Richter-Lößnitz, Georg (1891–1938), deutscher Maler und Radierer

###### Richter-M
- Richter-Meinhold, Hanns (1890–1981), deutscher Ingenieur, Montanwissenschaftler und Hochschullehrer

###### Richter-P
- Richter-Peill, Charlotte (* 1969), deutsche Schriftstellerin
- Richter-Perkaus, Lisl (1905–1987), österreichische Leichtathletin

###### Richter-R
- Richter-Reinick, Dietmar (1935–1997), deutscher Schauspieler und Synchronsprecher
- Richter-Reinick, Walter (1911–1984), deutscher Schauspieler und Synchronsprecher
- Richter-Rheinsberg, Wilhelm (1866–1933), deutscher Maler, Grafiker und Lehrer
- Richter-Röhl, Henriette (* 1982), deutsche SchauspielerinHenriette Richter-Röhl (* 1982)

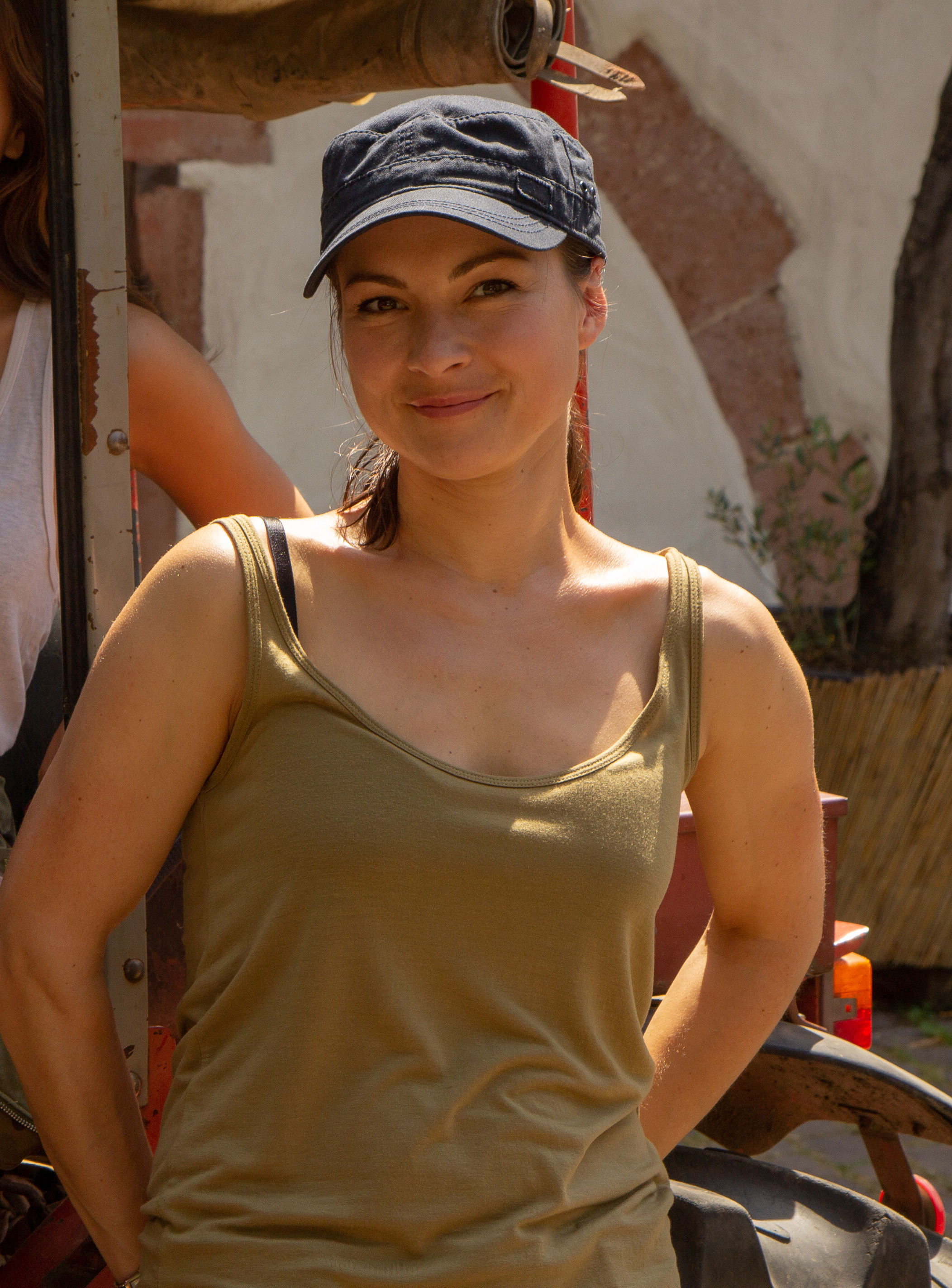
Henriette Richter-Röhl (* 1982)

- Richter-Rostalski, Gisela (1927–2013), deutsche Schriftstellerin, Hörspiel- und Drehbuchautorin
- Richter-Ruhland, Walter (1910–1975), deutscher Schriftsteller
- Richter-Rumstig, Barbara (* 1940), deutsche Gitarristin und Musikpädagogin

###### Richter-S
- Richter-Schütt, Edith (* 1923), deutsche Politikerin (DP), MdBB
- Richter-Scrobinhusen, Norbert (1929–1975), deutscher Grafiker, Radierer und Maler

###### Richter-T
- Richter-Thiele, Gisela (1916–2000), deutsche Bildhauerin

###### Richter-V
- Richter-Vietor, Tina (1975–2007), deutsche Vielseitigkeitsreiterin

###### Richter-W
- Richter-Wendel, Ingrid (* 1933), deutsche Schauspielerin

##### Richteri
- Richterich, Johann Theodor († 1728), Bürgermeister der Reichsstadt Aachen
- Richterich, Joseph Xaver von († 1786), Bürgermeister der Reichsstadt Aachen
- Richterich, Marco (1929–1997), Schweizer Maler, Lithograf und Zeichner
- Richterich, Thomas (* 1960), deutscher Wirtschaftsmanager
- Richtering, Helmut (1922–1989), deutscher Archivar

##### Richtero
- Richterová, Ludmila (* 1977), tschechische Tennisspielerin
- Richterová, Sylvie (* 1945), tschechische Dichterin, Schriftstellerin und Literaturtheoretikerin

##### Richters
- Richters, Claus Eduard (1884–1957), deutscher Veterinärmediziner
- Richters, Grigorij (* 1987), deutscher Regisseur, Produzent und Aktivist
- Richters, Henrike (* 1983), deutsche Schauspielerin

### Richth
- Richthausen von Chaos, Johann Konrad (1604–1663), österreichischer Chemiker, Münzfachmann und Mäzen
- Richthofen, Aliana Brodmann E. von (* 1949), deutsch- und englischsprachige Autorin
- Richthofen, Barbara von (1919–2019), deutsche Diakonisse und Vorsteherin des Diakonissenmutterhauses Sarepta
- Richthofen, Bernhard von (1836–1895), preußischer Verwaltungsbeamter und Polizeipräsident von Berlin
- Richthofen, Bolko von (1899–1983), deutscher Prähistoriker
- Richthofen, Christian Ferdinand von (1743–1813), preußischer Rittmeister und Landrat
- Richthofen, Christian von (* 1955), deutscher Schauspieler und MusikerChristian von Richthofen (* 1955)

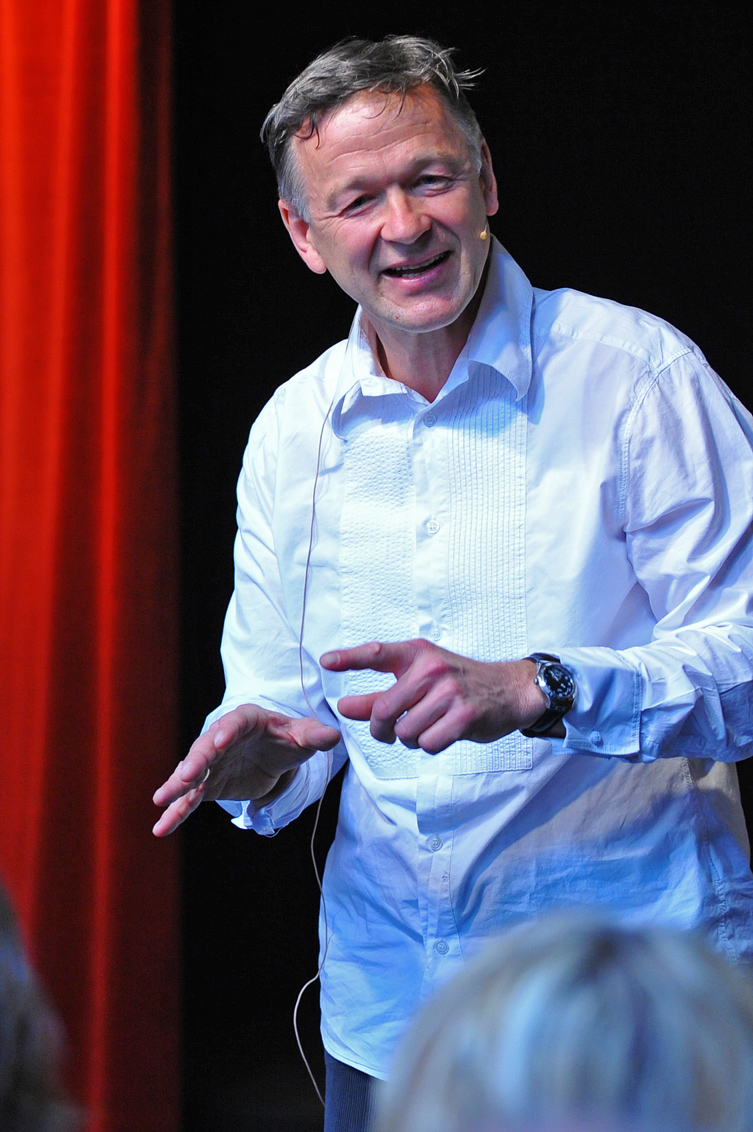
Christian von Richthofen (* 1955)

- Richthofen, Dieprand von (1875–1946), deutscher Reichsgerichtsrat
- Richthofen, Else von (1874–1973), deutsche Gewerbeinspektorin und Sozialwissenschaftlerin
- Richthofen, Emil von (1810–1895), preußischer Diplomat
- Richthofen, Erich von (1913–1988), deutscher Romanist in Kanada
- Richthofen, Ernst von (1825–1892), deutscher Jurist und Politiker
- Richthofen, Eugen von (1810–1896), preußischer Generalmajor
- Richthofen, Ferdinand von (1833–1905), deutscher Geograph und Forschungsreisender
- Richthofen, Frieda von (1879–1956), deutsche Schriftstellerin und ÜbersetzerinFrieda von Richthofen (1879–1956)

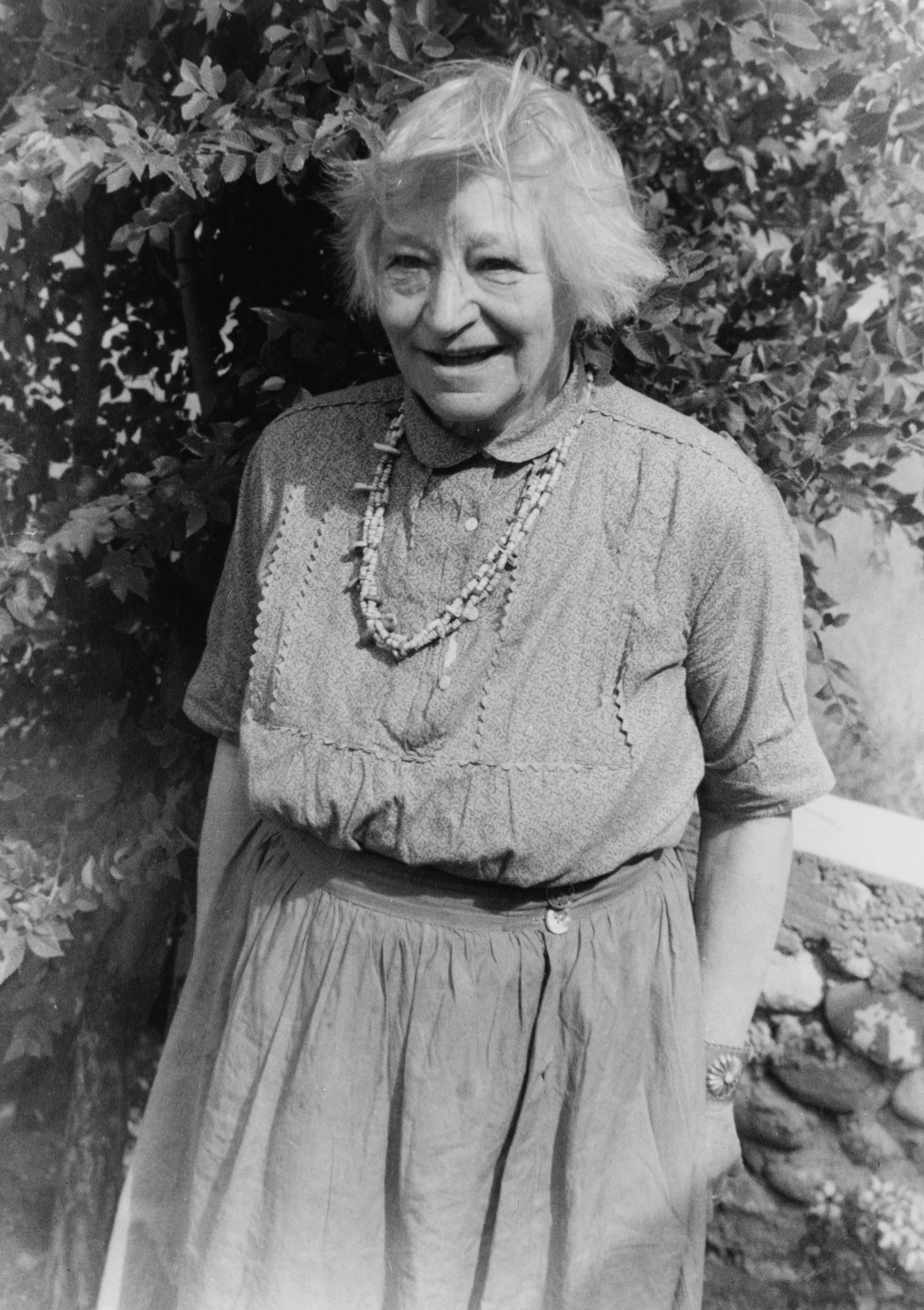
Frieda von Richthofen (1879–1956)

- Richthofen, Georg von (1880–1950), preußischer Landrat im Kreis Nimptsch
- Richthofen, Gertrud von (1831–1890), deutsche Autorin und Lyrikerin
- Richthofen, Gottlob von (1777–1847), preußischer Generalmajor, Inspekteur der 1. Pionier-Inspektion
- Richthofen, Götz von, deutscher Basketballspieler
- Richthofen, Hans Jürgen von (1940–2018), deutscher Volkswirt
- Richthofen, Hartmann von (1878–1953), deutscher Diplomat, Publizist, Politiker (DDP), MdR, Bankier
- Richthofen, Herbert von (1879–1952), deutscher Diplomat
- Richthofen, Hermann von (1933–2021), deutscher Diplomat
- Richthofen, Hugo Samuel von (1842–1904), deutscher Verwaltungsjurist, Oberpräsident in Ostpreußen
- Richthofen, Joachim von, II. († 1981), deutscher Flugbaumeister
- Richthofen, Johann Ernst Oswald von (1767–1823), preußischer Landrat
- Richthofen, Karl von (1811–1888), deutscher Rechtshistoriker und Jurist
- Richthofen, Klaus-Ferdinand von (1941–2012), deutscher Jurist und Staatssekretär (Niedersachsen)
- Richthofen, Lothar von (1894–1922), deutscher Jagdflieger im Ersten Weltkrieg
- Richthofen, Ludwig von (1837–1873), preußischer Verwaltungsjurist, Bürgermeister der Stadt Gütersloh, Landrat des Kreises Eiderstedt

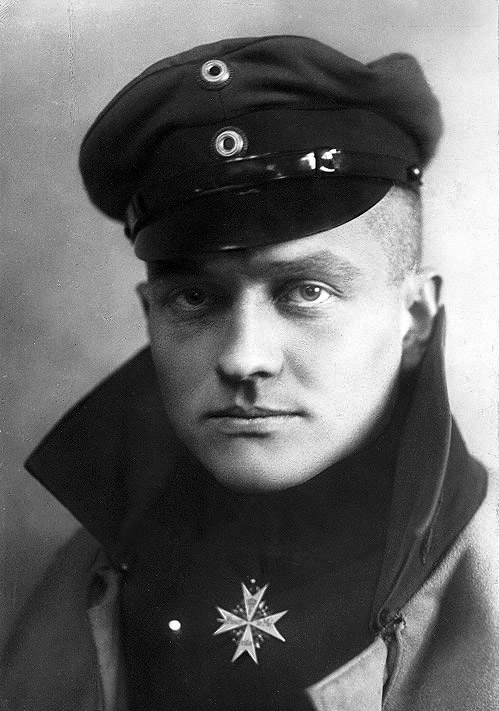
Manfred von Richthofen (1892–1918)

- Richthofen, Manfred von (1855–1939), preußischer Offizier, zuletzt General der Kavallerie im Ersten Weltkrieg
- Richthofen, Manfred von (1892–1918), deutscher Jagdflieger im Ersten WeltkriegManfred von Richthofen (1892–1918)
- Richthofen, Manfred von (1934–2014), deutscher Sportler, Unternehmer und Sportfunktionär
- Richthofen, Oswald von (1847–1906), deutscher Diplomat und Staatssekretär
- Richthofen, Oswald von (1908–1994), deutscher Jurist und Diplomat
- Richthofen, Prätorius von (1879–1949), deutscher Gutsbesitzer und Politiker (DNVP), MdR
- Richthofen, Sigrid von (1898–1977), deutsche Schauspielerin
- Richthofen, Victor von (1839–1909), preußischer Generalleutnant
- Richthofen, Wilhelm Diprand von (1732–1808), preußischer Landrat
- Richthofen, Wolfram von (1856–1922), preußischer Großagrarier und Politiker sowie MdH
- Richthofen, Wolfram von (1895–1945), Generalfeldmarschall im Dritten ReichWolfram von Richthofen (1895–1945)

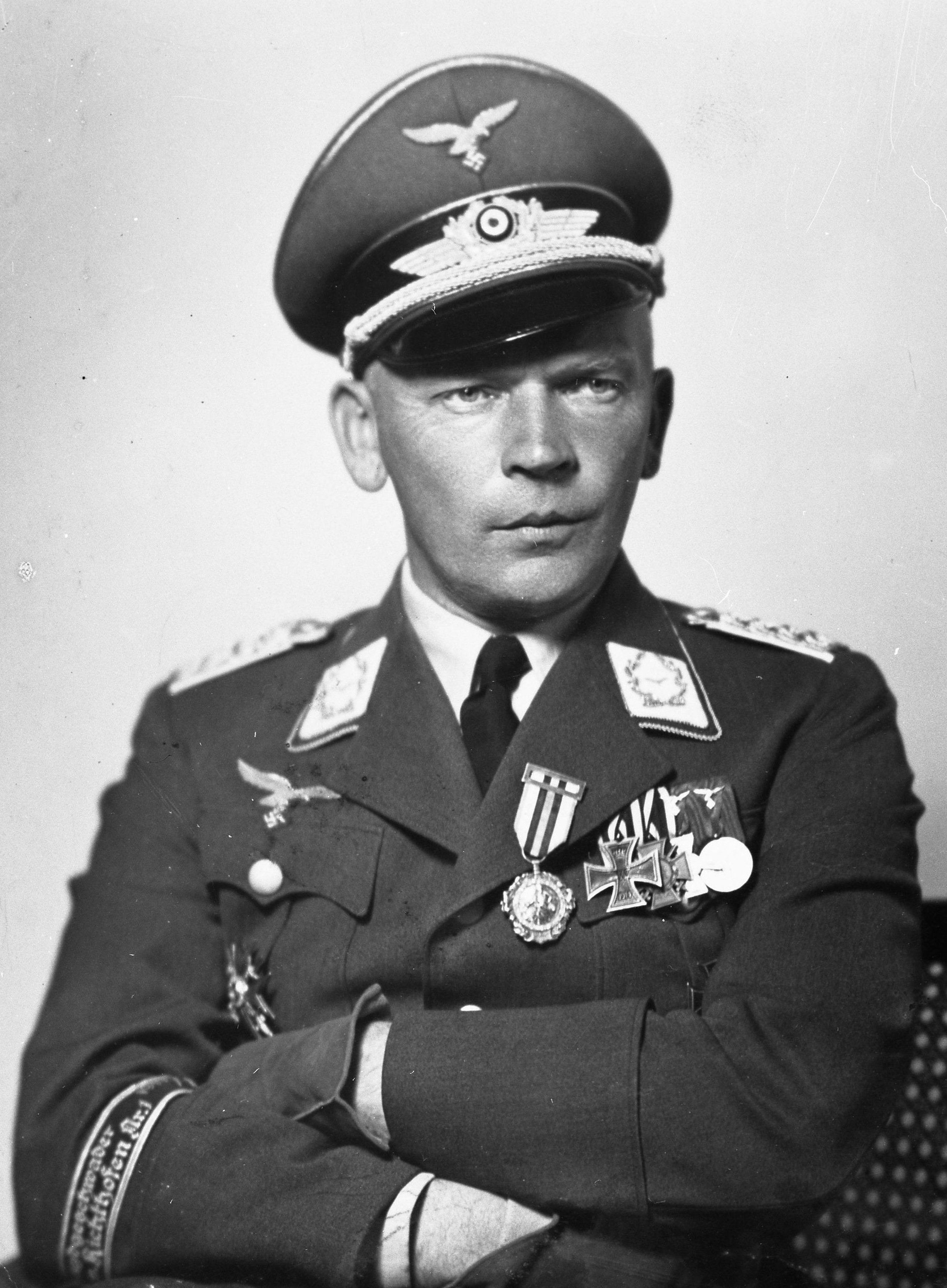
Wolfram von Richthofen (1895–1945)

- Richthofen-Damsdorf, Karl von (1842–1916), deutscher Regierungsbeamter, Rittergutsbesitzer und Politiker, MdR
- Richthoff, Johan (1898–1983), schwedischer Ringer

### Richtm
- Richtmann, Eugen (1862–1935), deutscher Kaufmann
- Richtmyer, Robert (1910–2003), US-amerikanischer Physiker und Mathematiker

### Richtr
- Richtr, Pavel (* 1942), tschechischer Maler, Grafiker und Dozent
- Richtrová, Eliška (* 1959), tschechische Schachspielerin
- Richtrudis († 687), Heilige und Äbtissin in Frankreich

### Richts
- Richtscheid, Hans (1907–1992), deutscher Philosoph
- Richtsteig, Carl (1809–1879), deutscher Politiker
- Richtsteig, Norbert (1948–2021), deutscher Kirchenmusiker, Hochschullehrer und ehemaliger Domorganist am Aachener Dom
- Richtstein, Stefan (* 1959), deutscher Unternehmer

### Richtz
- Richtzenhain, Justus (* 1998), deutscher Handballspieler
- Richtzenhain, Klaus (1934–2025), deutscher Leichtathlet und Olympiamedaillengewinner